# ロバート・オウエン
ロバート・オウエン（Robert Owen、1771年5月14日 - 1858年11月17日）は、イギリスの実業家、社会改革家、社会主義者。人間の活動は環境によって決定される、とする環境決定論を主張し、環境改善によって優良な性格形成を促せるとして先進的な教育運動を展開した。協同組合の基礎を作り、労働組合運動の先駆けとなった「空想的社会主義者」。「イギリス社会主義の父」とされ、初めて本格的な労働者保護を唱えたとされる。ロバート・オーウェンあるいはロバート・オーエンの表記ゆれがみられる。

## 概要

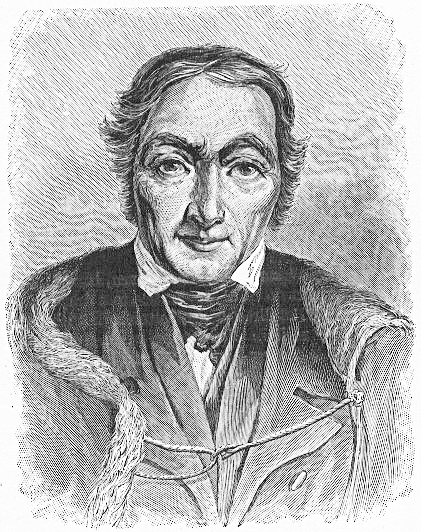
ロバート・オウエン

1771年、ロバート・オウエンは、北ウェールズ地方モントゴメリーシャーのニュータウン（ポーイス）で、小手工業者の子として生まれ、10代で商店に奉公して各地を転々とした。この間に産業革命にともなう労働者の困窮を目撃する。
1790年、マンチェスターの紡績工場の支配人となって、数々の技術改良を進め、工場経営に成功、資本家となっていく。ついで、1800年以降、スコットランドのニュー・ラナーク紡績工場の共同経営者となって最新技術の導入を図り、優れた経営手腕で2000人の労働者を雇用する「綿業王」へと立身出世を果たしていく。同時に、労働者の生活改善やその子弟の教育に尽力して、工場に幼稚園や共済店舗を設けた。著述を通じて労働立法の必要を説き、1819年の紡績工場法の制定に貢献した。
1817年には、貧民階級救済のために協同主義社会の創設を提案した。1825–1827年には、私財を投じてアメリカ・インディアナ州に協同村ニューハーモニーを建設したが失敗に終わった。帰国後、1839-42年にクイーンウッドでも同様の試みをしたがやはり失敗する。財産を失って庶民へと身を落とした後は、社会運動や言論活動を通じて私有財産制度・宗教・財産結婚、金属貨幣制度を厳しく糾弾した。
1833-1834年には全国労働組合大連合を創設したが、政府の弾圧と内部分裂で初の全国的統一組合は瓦解した。その後、1837-1858年にかけて成人男子選挙権と議席再配分を要求する急進的な民主化運動チャーティスト運動が発展を見せたが、オウエンは労働者解放を実現する方法を経済的な抑圧の打破に求めたため、こうした政治運動には距離を置いた。晩年は、精神更生運動に没頭して1858年に87歳で貧困のうちに没した。
マルクスやエンゲルスなど「科学的社会主義者」によってアンリ・ド・サン＝シモンやシャルル・フーリエと並んで「空想的社会主義者」と位置づけられた。

## 経歴

### 幼少期（1771-1780）
1771年、北ウェールズ地方モントゴメリーシャーのニュータウン (ポーイス)で誕生した。父ロバート・オウエンは馬具や金物を扱っていた小手工業者であった。父は駅逓長も務めたほか教区の会計役も果たし、地域で信頼された人物であった。そして、母アンは地元富農の娘で評判の美人で品行方正な女性だったと伝わっている。ロバートはこの両親の7人兄弟の6番目の子供として生まれた。内2人は夭折したが、上からウィリアム、アン、ジョン、リチャード、そしてロバートが残った。
幼児期に注目すべき逸話としてこんなエピソードが残っている。ロバートは、5歳の時、ある日登校時刻に間に合わなくなりそうになり、朝食の熱いオートミールをあわてて飲み込んで、お腹の中に火傷をしてしまった。そのことがもとで、細かく観察したり、深く考える習慣がついたと、後年『自叙伝』の中で回想している。本書によると、この事件は自身の性格を形成するものに大きな影響を与えたと言及されている。
また、ロバート・オウエンは幼少期から読書を好み、『ロビンソン・クルーソー』などの小説類、ジェームズ・クックの航海記などの冒険譚、偉人たちの伝記を読み漁った。8歳ごろ、メソジストの姉妹と交流を持ったのをきっかけに宗教書を読んだ。彼は宗教に関心を抱いて、宗教間・宗派間の対立の存在を知って、いつしか宗教に疑問を募らせていき、宗教に対する否定的な立場を生涯持ち続けた。その結果、地元では「小牧師」の異名を持ったという。学業については、音楽、ダンス、体育が得意だった。負けず嫌いで1番になりたがり、競争心が強かった。地元のジェームズ・ダン青年と交友して各所を散策、自然観察の楽しみを享受することを覚えた。従弟のリチャード・ウィリアムとはとりわけ仲が良く、一緒に遊んで過ごした。そのなかで、2人で草刈りの手伝いをしたことがあり、作業を通じて働くことの達成感とやりがいを感じたという。
母親とも愛情に満ちた日々を過ごしていた。しかし、1回だけ母アンの折檻を受けた記憶があるという。彼は母から呼びかけられたが、よく聞きもせず、「いいや」と生返事したという。それで母が立腹して叩かれたというが、ロバートによると充分に意図を理解しているが尋ねて叱ればよいのであって、一方的に怒り罰するのは理不尽だと感じたようだ。これにより、罰は罰する側にも罰せられる側にも有害であると考えるようになったという。

### 店員時代（1780-1789）
ロバートは温かい家庭に恵まれ、両親の寵愛を受けて育てられた。だが、この時代の子供の自立は早く、10歳で働き始めるのが普通であった。ニュータウンの隣家の店の手伝いを始めて幼い頃から働き始める。したがって、ロバートの教育レベルも初歩的な教育を受けて読書算ができる程度であった。以後の知的活動は全て独学の産物である。当然、ロバートもやがてはロンドンのような都会に出て働きたいと考えるようになった。10歳になったら家を出てロンドンに行き、当地でしかるべき親方のもとで奉公することを両親に伝え、その承諾を得ることになった。
ロバートは、父親の伝でリンカンシャーのスタムフォードの高級リンネルの生地商ジェイムズ・マクガフォッグの商店で1年目は無給、2年目は8ポンド、3年目は10ポンドの契約で寝食付きの住み込み奉公を始めた。以降、経済的に親から独立して自力で生計を立てていった。その後、夢に抱いていたロンドン行きを決意して、当時流行していた10セントストアのフリント・パーマー商会で働いた。
また、マンチェスターの呉服卸商店サタフィールド商店で働き始めて繊維業界での知識を蓄えていった。モスリン、キャンブリック、アイリシュ・リネン、レースなどの細糸織物の製作、品質評価（目利き）、取引、在庫管理、労務管理、経理、仕入れなど業務ノウハウを身につけていった。サタフィールド商店での経験が後の成功の礎となった。

### 実業家時代（1789-1799）

#### 青年経営者への道

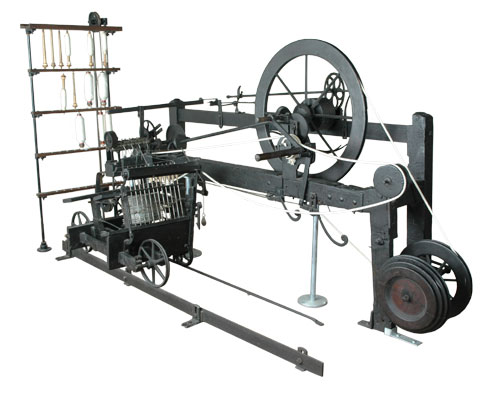
発明家サミュエル・クロンプトンが1779年に発明したミュール紡績機。

1789年、ロバートがサタフィールド商店で働いていた頃、婦人帽の針金部材の納品で商店に来る1人の職人ジョーン・ジョーンズという青年に出会った。そして、紡績機を購入して合資会社を設立して商売をしないか持ちかけられた。ロバートは兄ウィリアムから100ポンドを借りてミュール紡績機を購入して改良し、工場を借りて40人の職人を雇用して、紡績に着手した。だが、ジョーンは発明家を志していたものの経営については素人で、実際の仕入れ、在庫管理、労務など経営実務はすべてロバートがやっていた。その後、ジョーンは他社からの提携話で会社を売却するが、以後ロバートが3台のミュール紡績機と3人の工員を引き受けて独立、アンコーツ・レインの工場で単身経営を担うことになった。ロバートの才覚と経営努力の結果会社は繁盛し始め、平均週6ポンドの利益を出すようになった。

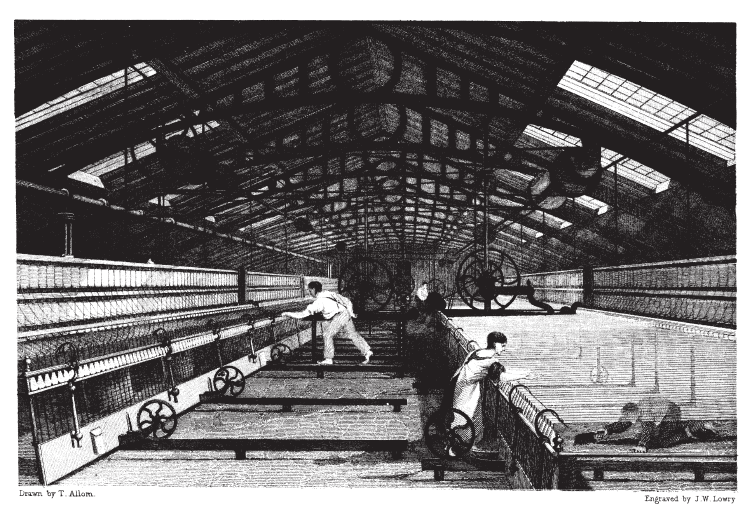
1835年の綿紡績工場の様子

こうした実業における成果は業界の有力者の目にも留まった。業界人ピーター・ドリンクウォーターの工場ではジョージ・リーという有能な支配人が急に退社して支配人不在の状態になっていた。そこで、工場支配人を募集する広告を出していたのであるが、この広告をロバートの工員が見つけて彼に応募するように勧めたのである。こうして、ロバートはランカシャー随一の蒸気機関を動力とする最新設備を備えた紡績工場ピカディリー工場の支配人として抜擢された。このときの起用は、ロバート自身が自力でも稼げると豪語したうえで強気と言える300ポンドもの破格の俸給を要求しての異例な取立てだった。1792年、早速これまで経営していた会社をドリンクウォーターに売却して成年男女小児合わせて500人の工員を雇用する巨大な近代化工場の支配人に着任した。
ロバートは朝一番に出勤して工場の鍵を開け、日々寡黙に働いて仕入れから製造、商品開発、在庫管理、労務管理、経理、取引をこなし、夜、最後に帰宅するという生活を続けた。製糸の技術改良に取り組み、繊度を高めて細糸を製作する技術を開発して最高120番手の製糸を達成し、翌年には300番手という極細糸を製造することに成功した。また、仕入れでは品質に優れたアメリカ綿の輸入をいち早く決定して、原産地を変えて製造を試み、品質向上を実現した。やがて、アメリカ綿は国内需要の90パーセントを占めるようになる。
かくして、ロバートの製品は前任者リーの在庫品よりも歓迎され、この若手支配人は早々に失敗するだろうという周囲の予測を裏切り、大成功を挙げた。これに喜んだドリンクウォーターはロバートに破格の高給を与えて、2人の息子と合資会社を発足させる協定を提示した。ピカディリー糸は市場の好評を受けて生産能力の全てを挙げても追いつかないほどの人気商品となり、商品の包装にはロバートの名が印刷されることになった。
こうした技術面以上に成果を上げたのが、ロバートの進んだ労務管理体制であった。工場の就業規則と取決めを定めて規律・訓練・節制を中心に厳格な労務管理を構築するとともに、労働条件や労働環境を思い切って改善し、労働者に対して高賃金と高待遇、高い独立性をもった労働条件を提示して雇用した工員の心情を掌握した。整然と規律正しい労働をもって生産力を向上させ、製品の品質向上と商品開発に精力を傾け、増産と利益向上を実現した。ロバートにとって重要だったのは、労働者に対する雇用条件の改善がもたらす効果が人と企業に響いていく事実を見出して、そこに「繁栄の法則性」を発見したことだった。この発見と手ごたえはさらに理論的に発展させた。

#### パーシヴァルとの出会い
1793年、ロバート・オウエンは事業で成功を収めて名士の仲間入りを果たした。
非国教徒系のマンチェスター大学の学者と交友し、23歳にして紡績業界の専門家として学術団体「マンチェスター文学哲学協会」に参加を許された。同協会は、大学で助手を務めていた化学者ジョン・ドルトン、詩人コールリッジ、汽船発明者のロバート・フルトンらが所属していた。オウエンはフルトンに資金援助をするとともに、彼らと科学と発明、宗教、啓蒙や改革に関する討議を夜毎重ねた。そして、オウエンは協会で綿の問題に関する3篇の論文を発表している。

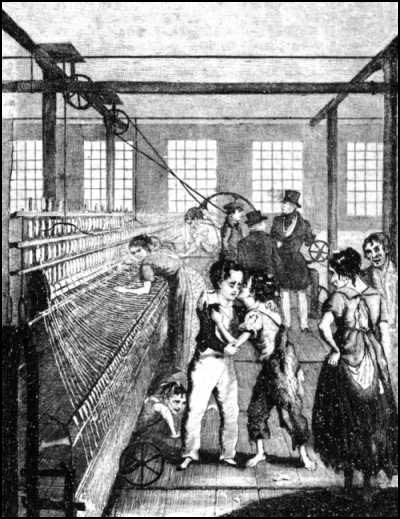
19世紀初期の工場内での児童の様子。

また、協会の会長トーマス・パーシヴァル博士は当時もっとも優れた公衆衛生学者であった。
16世紀に教区徒弟を雇用する法が制定されており、それに基づき7歳になると教区の救済を受けている子供たちが教区吏によって親方に連れていかれ工房で雇用された。当初、子供の浮浪化を防いで定職に就くように促す目的があったものの、やがて過酷な児童労働を科す産業革命の暗黒面を表象する制度となっていった。19世紀にはいる頃には、子供は5-6歳で工場に連れてこられ、安価な労働力として利用され、不健康な状態の中で通常14-16時間にわたって長時間働かされていた。
1794年、パーシヴァル博士は、マンチェスターを襲った熱病に関する報告書において、幼い児童らが不衛生な工場内で長時間の過重労働を強いられてきた結果熱病で倒れたのだと結論を示し、時の工場労働の実態を告発した。同報告書において、密集状態の解消、衛生環境の改善、長時間労働の是正を要求した。1795年、パーシヴァル博士はマンチェスター保健局を設立し、労働調査委員会のサー・ロバート・ピールに児童労働に対処するように求めた。児童の教育レベルを向上させるために児童の深夜業を禁じ、工場内の環境を改善するように工場主に注意喚起をするよう働きかけた。
パーシヴァル博士の提言により、工場主が徒弟に対して、建物内の衛生を整え、衣類と食事を提供し、充分な休養を取れるように配慮し、医療扶助をおこない、読書算を教え込む責任があることが確認された。そして、この内容に即して1802年の徒弟健康公徳法が制定された。同法では徒弟の労働時間が12時間に制限され、深夜業は廃止された。また、雇用主に衣類と食事の提供、毎日3時間を利用して読書算の教育を与える義務が負わされた。また、年1回は大規模な清掃を実施することが定められ、常に換気をおこなうことが明記された。工場監督官が法令の順守状況を確認することとされ、違反した場合は罰金を科されることが規定された。だが、工場主はしばしば法令を無視した。また、教師は老齢で無能で学校の設備や備品は充分に整備されず、3歳以上の児童が雑居していてほとんど教育効果を発揮しなかった。
こうした欠陥があったものの、博士は先進的な法律制定に寄与した他、ロバート・オウエンも保健局の一員となりその思想に影響を与えた。ロバート・オウエンは小学校相当の教育しか受けていないが、それ故に人一倍知識欲が旺盛であった。この時期の知的交流の結果、合理的思考に研磨が加わり、工場立法の必要性と環境改善による性格形成理論の原型ができ始めていった。観察や経験、思考に基づいて人間性というものが科学と社会の基礎にあることを発見した。オウエンの哲学はアイザック・ニュートンの自然観に影響を受けた他、プラトン、ジョン・ロック、ディドロ、エルヴェシウス、ジェームズ・ミル、ジェレミー・ベンサム、ウィリアム・ゴドウィンといった思想家の影響を受けた。

#### 独立、恋愛、結婚

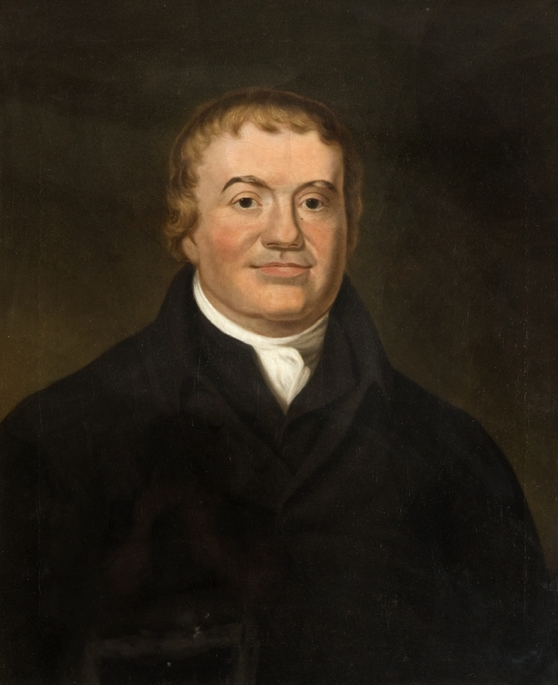
デイヴィッド・デイル

オウエンが成功を収めた時、再び大きな変化が生じた。サミュエル・オルドノオがナポレオン戦争による恐慌から巨額の損失を抱えて、ドリンクウォーターの娘との縁談話を持ちかけて、合併計画を策したのである。そして、オルドノオはドリンクウォーターにオウエンとの合資協定を要求、ドリンクウォーターもこれを受諾したのである。オウエンは経営権剥奪を通達されたため激怒して支配人辞任を声明し、独立することを決意した。
1796年、オウエンはロンドンのボロデール・アトキンス商会とマンチェスターのバーデン商会と合資協定を締結して、コールトン紡績会社を設立した。綿花の買い付け、紡績操作、精巧な商品開発、販売営業などで、ランカシャーとスコットランドを駆け回り、まもなくドリンクウォーター商会を圧倒した。
この商用の旅の途上、グラスゴウ
でカロライン・デイル嬢と引き合わされ、やがて恋愛関係になった。1798年、カロラインの父であり、有力な商人、木綿王、銀行家、紡績工場を経営していたデイヴィッド・デイルと協定を結んで新会社を発足させ、ニュー・ラナーク工場の共同経営者となった。翌年、ロバート・オウエンはデイルの娘カロラインと結婚した。ロバートとカロラインの間には8人の子が生まれた。最初の子は早くに亡くなったものの、ロバート・デイル(1801–77)、ウィリアム(1802–42)、アン・カロライン(1805–31)、ジェーン・デイル(1805–61)、デイヴィッド・デイル(1807-1860）、リチャード・オウエン(1809–90)、メアリ(1810–32)が成人した。家族の紹介は第三章「家族」の章で詳述する。

### ニュー・ラナーク時代(1798-1813)

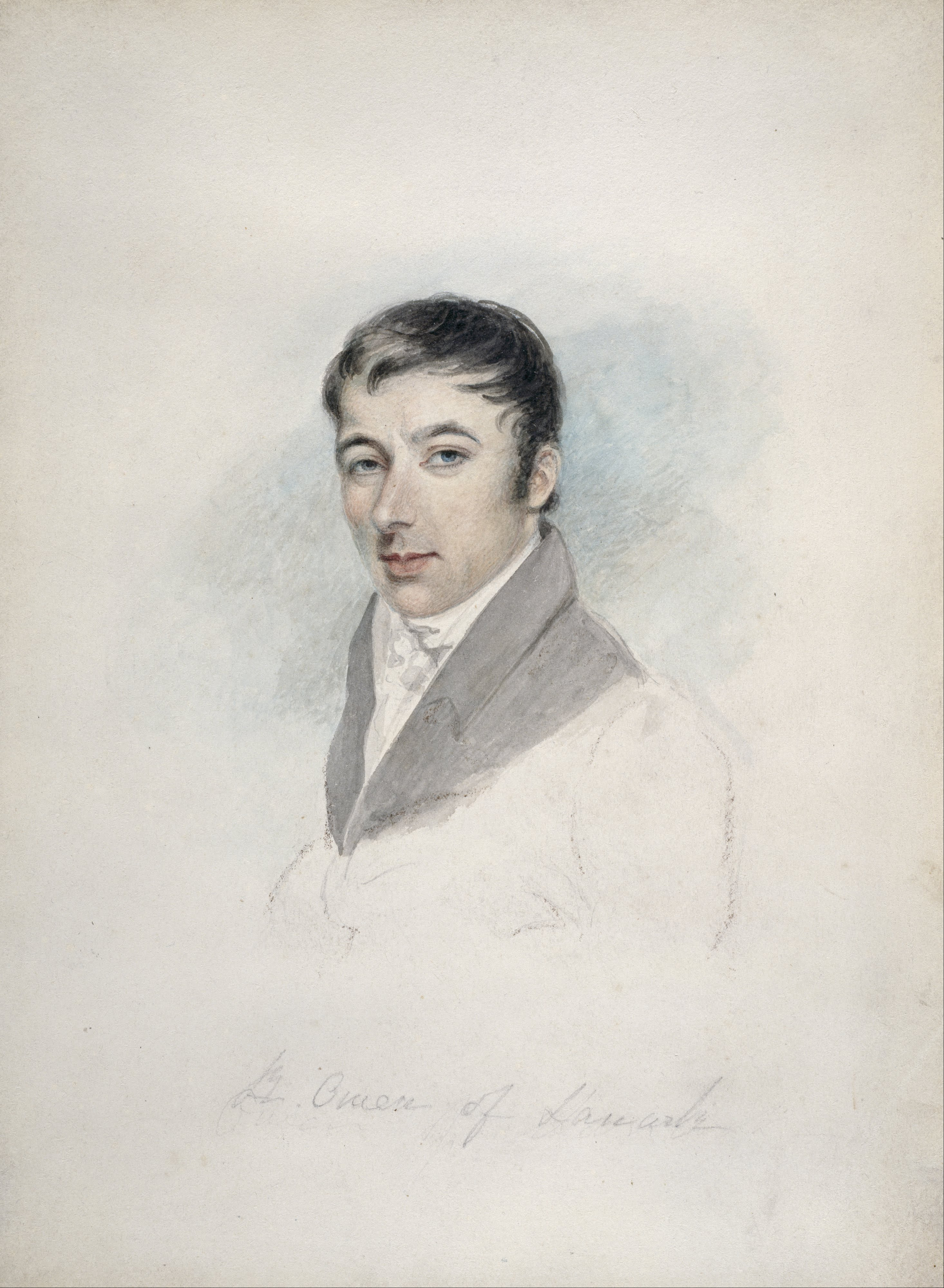
1800年の若きロバート・オウエン。マリー・アン・ナイト画。

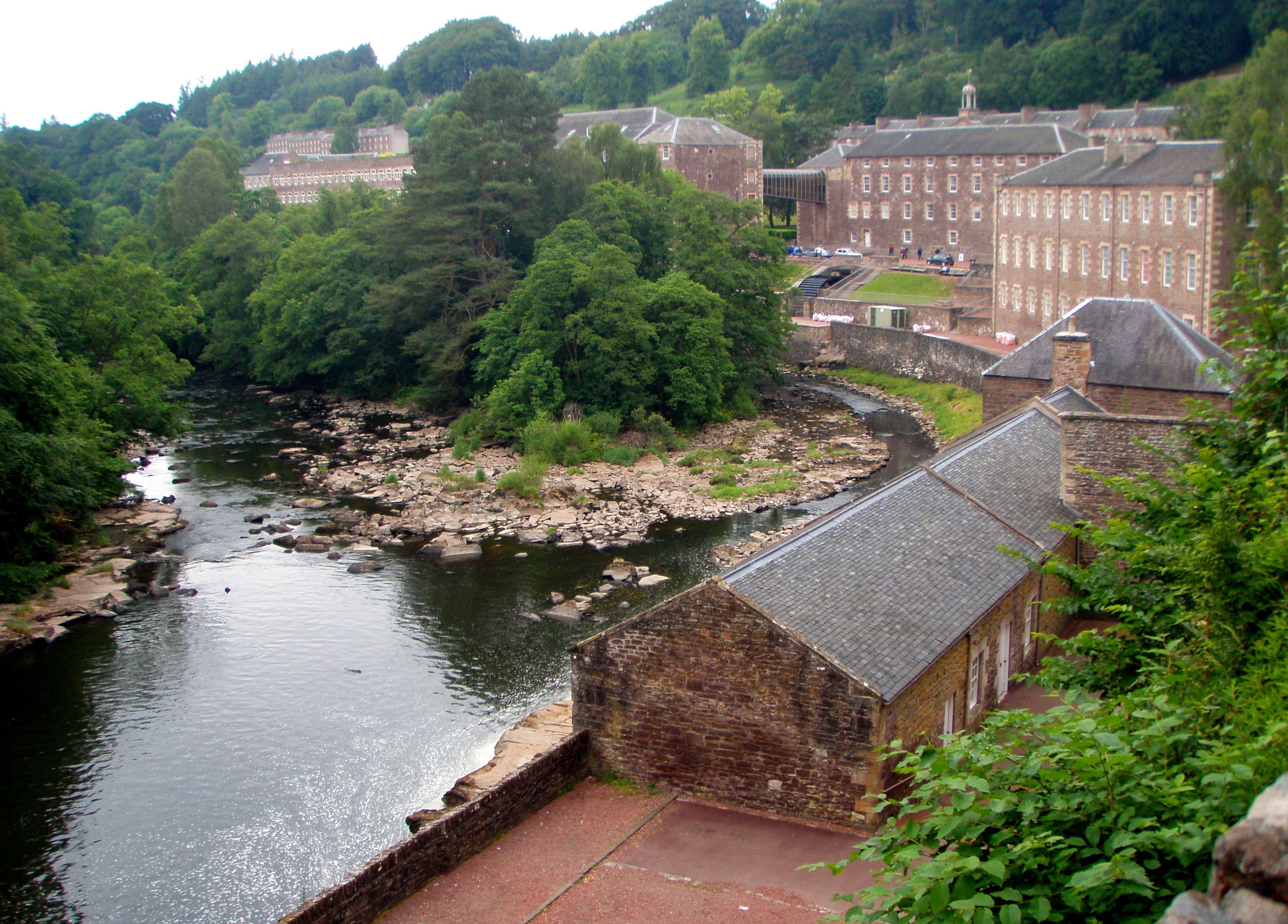
ニュー・ラナーク工場の外観。現在は世界遺産となり、保全協定のもと管理されている。

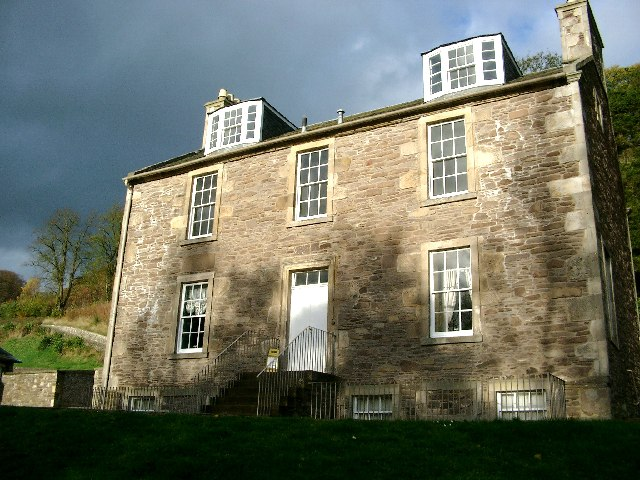
ニュー・ラナークのオウエンの自宅

ニュー・ラナーク工場はスコットランド・サウス・ラナークシャーの都市ラナークから約1.5kmを流れるクライド川沿いに位置する。
ニュー・ラナークの起源は、1786年にデヴィッド・デイルが綿紡績工場を建設して1700名の工員を雇用し、工場労働者用の住宅を建設したことに端を発する。デイル発明家リチャード・アークライトの協力を得てその場所に工場を建てたのは川の水力を活用するためだった。1798年、ロバート・オウエンは年利5％の償還条件に基づいて総額6万ポンドで工場を買収した。こうしてデイルとの共同所有のもと、娘婿ロバート・オウエンも経営陣に名を連ねて工場労働の悪弊を打破すべく苦闘を重ねた。オウエンは決意を次のように表明した。
ここで提起された「人間性に関する知識」はやがて環境決定論に基づく人間形成理論として体系化されていった。
ここでもオウエンは「統治」と称する革新的な経営管理を試み、矢継ぎ早に労務改革、管理体制の刷新を図った。「統治」の原理は、ドリンクウォーターのピカディリー工場で導入した経営手法に基づいたものであった。厳格な原価計算、ストック・コントロールを採用して、作業の能率化と労働時間を10時間半に縮減した。沈黙の操業報告「作業モニター」に基づく勤務評定を採用して賃金体系を定めた。
オウエンは最大の利潤を得られるように努力し、企業家としての本分である利潤追求についても結果を出した。前期14年間で年平均2万5千ポンド、後期12年間で年平均1万9千ポンドの利潤を記録、年率5%の利払いの後も5万ポンドの資本増強を達成した。しかし、オウエンは企業的利益の追求だけに満足はしなかった。博愛主義者として知られていたデイルが既に着手していた労働者福利の充実をロバート・オウエンは引き継ぎ、工場内の売店での販売手法を現金掛け値なしに改めて生活費を切り下げられるように計らい、労働者側の負担を減らすといった施策を採用した。
だが、オウエンの関心はこうした経営実践上の福利策だけでは留まらなかった。客観的な労働条件の改善と主体的な人格の陶冶に向けられていた。新しい人間性の形成とそれによる社会変革の思想が現れてきた。やがて、ニュー・ラナークはソーシャルビジネスにより事業的にも成功を収め、いわゆるユートピア社会主義を体現する存在となった。

### 公的人生の始まり(1810-1825)

#### 児童労働問題の再浮上
1802年、ロバート・オウエンは劣悪な工場経営を刷新する上で中心となる理論を世に広めようと執筆に取り組んでいった。翌年、グラスゴー製造業主委員会に「イギリス綿工業報告書」を提出、産業問題、労働問題に関する発言を増加させた。
この時期は会社が成長する一方で家族や親類への責任も増していた。1806年には義父のデイヴィッド・デイルが死去してその娘を引き取っている。こうした状況下でオウエンはさらに働き、多忙な日々に乗じてより盛んに活動した。翌年1807年、アメリカ合衆国がフランスと結んでイギリスと国交を断絶し、綿花の輸出を停止させたのだが、これにより繊維産業で不況が発生して、ニューラナーク工場も操業停止を余儀なくされた。しかし、オウエンは困難な状況にありながら労働者を解雇せず職工の生活防衛のために四カ月の休業期間も賃金を支給した。1808年にはランカシャーで大規模な労働争議が発生した他、1810年にも恐慌が襲いスコットランドの織布工の大争議が発生した。
1810年代、各地でラッダイト運動が激化していた。これに対して、オウエンは機械は時代の進歩から生み出され、さらに文明の発展を促していくものと考えていた。オウエンは機械の打ち壊しに反対して、代替案として機械化を前進させて労働時間短縮など労働条件の改善に取り組んだ。1799年団結禁止法下で20年にわたり停滞してきた労働運動を前進させ、労働者の待遇改善のために工場立法の必要を訴え始めた。1812年には、グラスゴーで十時間労働法案第1回公開集会が開かれて、議長に指名された。しかし、雇用者側で意見の折り合いがつかず、結局、議員と折衝して法制化することを検討する。
1812年、オウエンは「ピール委員会」でニュー・ラナーク工場での経営の実例を紹介し、綿工場での過酷な労働の実態を証言した。そして、10歳未満の児童労働の禁止を要求するとともに、12歳までの少年については半日工とすること、また一般労働者の労働時間を12時間以内に制限して順次時短を図るように訴えた。しかし、サー・ロバート・ピールが主導力や戦略が不足していたため法制化に対する委員からの充分な支持が集まらず、委員会での議論は長期化して成果を出すには至らなかった。
しかし、オウエンの見識は1813年に『社会にかんする新見解』(英語: A New View of Society: Or, Essays on the Formation of Human Character, and the Application of the Principle to Practice, 1813)を執筆するなどニュー・ラナークで培った経験を社会に役立てる段階に到達していた。オウエンは人間形成理論の概要を記述しながら、人間性は環境によって形成されることを指摘し、環境が改善されれば人間性も改善されると主張した。労働者の貧困や悪習は労働者に責任があるわけではなく、すべて産業革命での資本主義の発展が生み出した社会環境の悪化を原因とする見解を示した。これは痛切な社会批判であった。後半部分は有力者が社会環境の改善のために労働者保護や社会改良政策を遂行するように求めた。オウエンは語る。
オウエンは貴族や資本家階級の存在や役割を重視し、全産業階級が一致した政策立案を進めれば、社会問題のすべては解決できると信じていた。実際、オウエンは「国内の革命がなくても―戦争や流血がなくても―いや、現にあるものは何であれ機が熟さぬうちに混乱させることがなくても、世界はあの原理（人間形成の原理）を受け入れるようになるだろう」と楽観的な期待を示した。

#### 性格形成学院と児童教育
『社会にかんする新見解』の中心をなすものは教育による人間性の改良であったが、これを実践する方法は学校教育であった。1802年、オウエンは1000ポンドの資金を寄付してアンドリュー・ベルとジョセフ・ランカスターによるベル・ランカスター法(en:Monitorial System）の開発に資金援助をしていたが、これに飽き足らず教育事業に積極的に取り組んだ。工場内教育を実践して、その経験を活用する学校を設立、独自に教育原理を確立しようと試みた。
オウエンの時代には、およそ2500人がニュー・ラナークに住んでいたが、その多くはグラスゴーやエディンバラの救貧院出身の貧しい労働者であった。労働者は過酷な境遇にはなかったが、オウエンは既存の労働環境に満足せず、環境改善を推進していた。彼は子供たちに格段の注意を払き、先進的な教育のプランを実践した。オウエンは学院を設立するにあたっての動機をこのように語った。

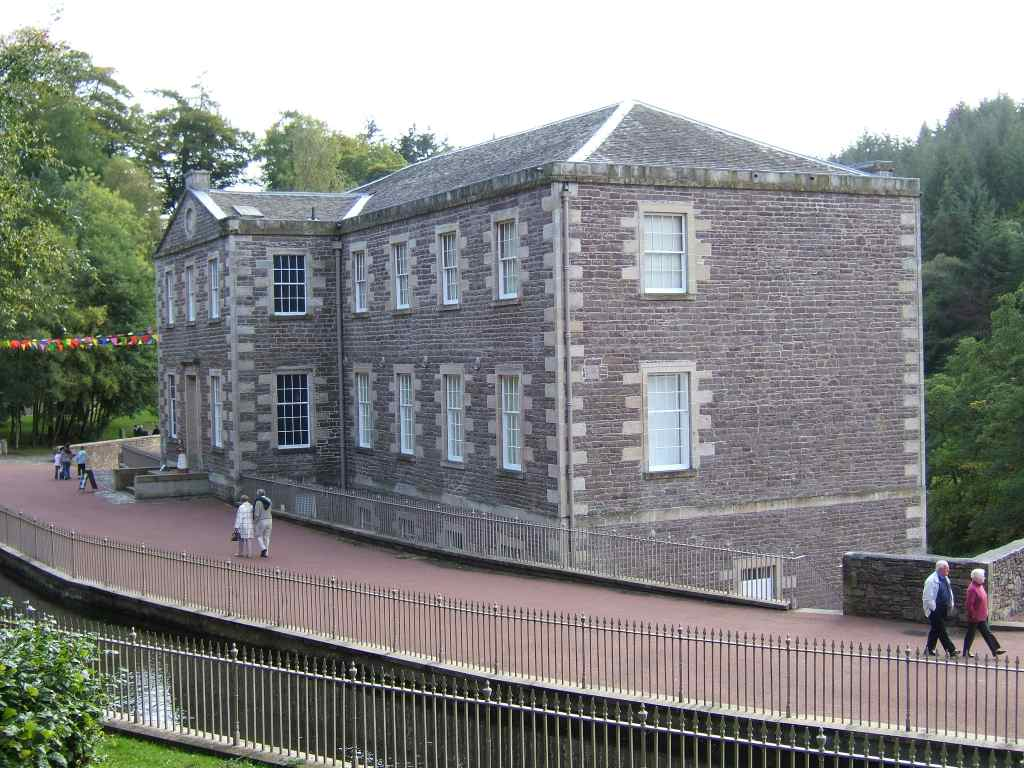
学院校舎の外観

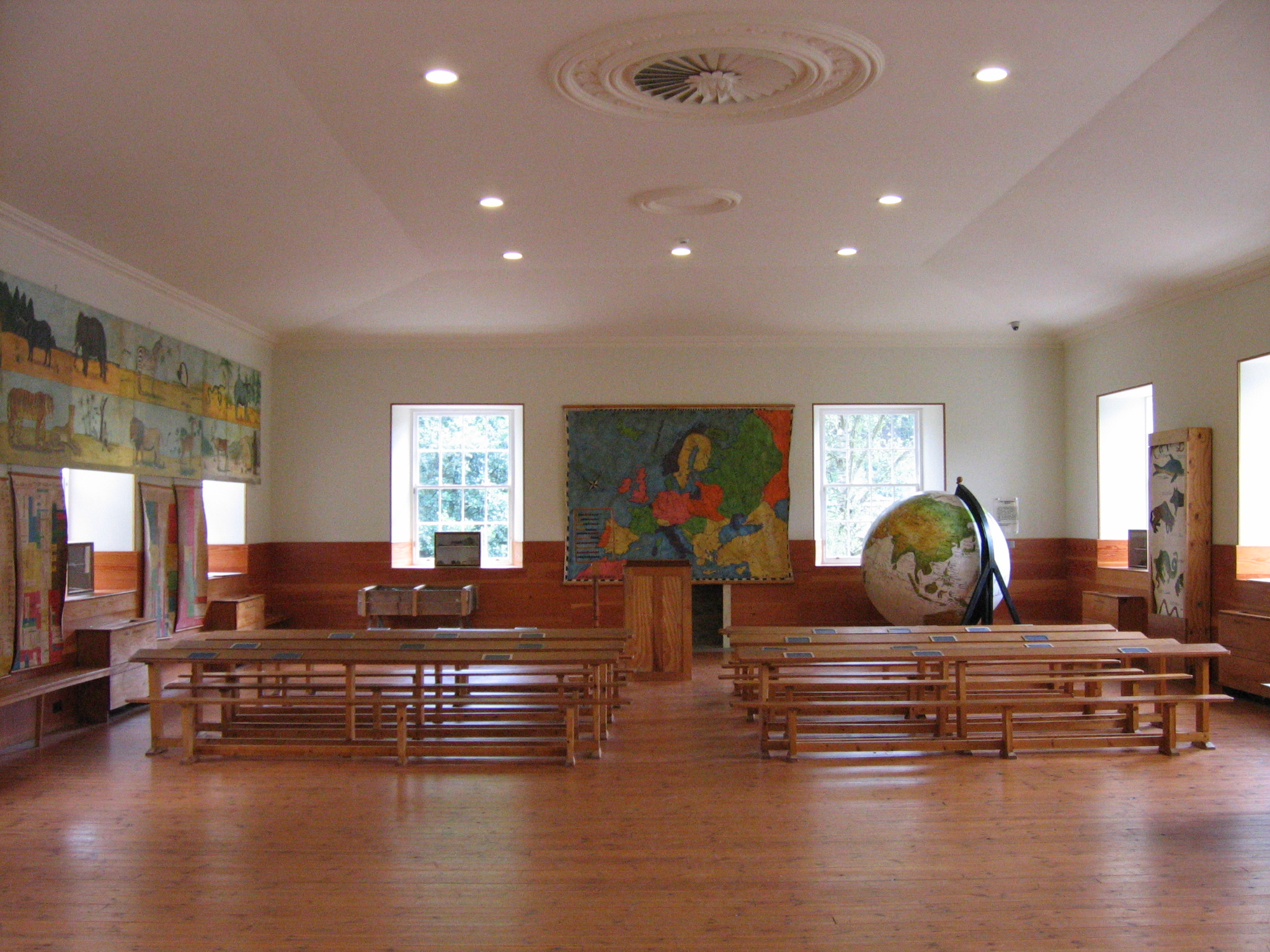
復元された教室

当時のニュー・ラナークには500人ほどの子供が暮らしており、多くの子供たちが工場で働いていた。オウエンは育児や教育における労働者階級の実情を目の当たりにして、貧しい労働者の家庭が児童教育に相応しい環境になっていないことを痛感した。子供たちを危険な工場から隔離して児童の取り扱いのできる者に監督させ、一方、両親は子供を保育所に預けて日中労働に専念して、安心して子育てしながら働いていくというコンセプトを実現させようと考えた。すぐに10歳未満の子どもの工場労働を止めさせ、子供たちの性格改良のための幼児学校を工場に併設することを決断する。
しかし、1809年、オウエンは学校の建設を開始したものの出資者の反対にあって一時中断した。合資協定をめぐるトラブルによって一時破産しかけたものの、支援者からの資金援助で危機を辛くも乗り越えていた。1813-14年にニュー・ラナーク工場は競売にかけられ、オウエンが11万4100ポンドで工場を購入、ジェレミー・ベンサムなど進歩的知識人を含む出資者と新しい合資協定を締結した。ラナークの住民はオウエンによる落札の報知を受けて、家々に灯りをともしてオウエンの帰還を歓迎し、出迎えの者が旗を掲げバンドを打ち鳴らし、馬車を引き立てて歓呼の声を上げて街を凱旋したという。学院の建設事業を再開させ、ようやく1816年1月1日に開校に漕ぎつけた。オウエンは学校を「性格形成新学院」と名付けた。この学院は3階建て煉瓦造りの2つの校舎からなり、昼間は幼稚園と小学校、夜間は青少年と成人のための夜間学校であった。これが世界初の夜間学校となった。学校建設費は3000ポンドで費用は会社の利潤から充て、運営費用は授業料では賄い切れなかったため、工場の生協ストアの売り上げから捻出した。子供たちに健康を与え、優美な肉体を与え、自然的な服従と規律を与え、心に平和と幸福を与え、心身ともに健全な素地を育成することが建学の理念であった。
オウエンの教育事業は幼児教育の最初の試みであった。1840年に幼稚園を開園し、幼児教育の生みの親といわれるフリードリヒ・フレーベルよりも先んじて、就学前の子どものための学校を実践した。
オウエンは満1歳から歩けるようになれば子供をすぐに学院に収容した。3歳までを第1組、3-6歳までを第2組として、それぞれの組で30-50人が収容されていた。選ばれた婦人1人が監督していた。第1組は校舎1階の1室と運動場が中心、第2組は教室と運動場に加えて田園散策も頻繁におこなわれた。1816年の開校時に園児の内訳は男児が49人、女児が31人であった。幼稚園と小学校で制服が無償で提供され、幼稚園の授業料は無料で小学校の授業料は3ペンスであった。
1818年、オウエンはフランスで教育委員を務めたビクテ教授の招待を受けてフランス・スイス・ドイツを歴訪するヨーロッパ旅行に出発した。オウエンはロンドンに立ち寄ってジョルジュ・キュヴィエと落ち合い、フランスの軍艦に搭乗して大陸へと渡った。パリで六週間滞在し、天文学者のピエール＝シモン・ラプラス、地理学者アレクサンダー・フンボルトなどの知識人やオルレアン公ルイ・フィリップとも歓談したほか政財界の有力者と会談した。次いで、スイスではイヴェルドン・レ・バンで幼児学校を運営していたペスタロッチを訪問した。しかし、ペスタロッチの直観教育に基づく高邁な教育理念や誠実な人格に共感する一方で、オウエンはペスタロッチの旧式な教育手法に落胆したと語っている。フェレンベルクが運営した学校に注目した。フェレンベルクは富裕層や貴族の子弟が通う名門校から貧民学校まで経営していた人物で、オウエンは整然とした秩序で運営されている学校の教育現場とその経営手腕に感嘆し、ロバート・デイル、ウィリアムの2人の息子の教育を託している。ドイツでは新社会の建設に関する建白書を皇帝会議に提出したが、王侯や政治家からの賛同は得られなかった。しかし、オウエンはスイスでは博物館協会の名誉会員に選出され、パリでは建白書が評判となったことを聞き及んで、実りあるヨーロッパ旅行に満足して帰国した。オウエンは「実物教授」をはじめヨーロッパ旅行で得た幼児教育における最先端の手法に基づく教育原理を採用した。児童教育の方針を次のように語っている。
オウエンの教育プランはペスタロッチ同様にルソーから影響を受けたもので、1）環境改善教育、2)子供自身から引き出す教育、すなわち子供中心教育、3）愛と幸福との教育、4）賞罰の廃止、5）書物を使用しない直観教育、6）生産労働と直結した教育、7）自然と結びついた教育からなっていた。自然に基づく教育が実践され、サマータイムが導入された。これは子供たちが日光をよく多く浴びることができるようにして成長と健康を促す目的があった。2歳以上はダンス、4歳以上はダンス、第2の小学校は満5歳からで12歳までが対象だった。上のクラスでは40人ほどが学業に励み、下のクラスではより生徒数が多く男女共学となっていた。
講義は大教室で200人をまとめて一斉教授をおこなった。教師はクラス担任が各1名ずつ配置され、他にダンスと音楽教師、教練の教師、裁縫教師が1名ずつ配属された。学科は読書算、裁縫、博物、地理、歴史、音楽、ダンス、軍事教練からなっていた。とりわけ、革新的だったのは非宗教的な世俗教育に徹したことに加えて、読書算に留まらず博物、歴史や地理などの学科に至るまで、本の使用は極力制限され、直観教育の器材が用いられたことである。オウエンは、木のブロック（フレーベルはこうした教材を恩物と名付けた）や教室での掛け軸といった視覚教材を活用するなど教育方法にも工夫を凝らしていた。これは見学に訪れた人々に感銘を与えたという。
しかし、親の都合による小学校の中退者が多かったため、オウエンは青少年教育にも取り組んだ。対象は中退者を含めて10歳から20歳までを対象として無償で授業がおこなわれた。講義とダンスによる教育が行われたが、出席率が低かったため、1816年には労働時間を削減して出席率向上の施策に取り組み、講義に合わせて人材育成を目的に紡績機械の操作実習など実践的な技術教育が施された。

#### 労働立法の提言
1815年、ワーテルローの戦いでウェリントン公爵がナポレオンを撃破した。これにより、ナポレオンは退位してセント・ヘレナ島に流刑となり、ナポレオン戦争が終結した。
これはイギリスにとっても歴史の転換点を意味した。需要の縮小の結果、イギリスで戦後恐慌が発生して多数の労働者が失業し、労働条件の改善の要求も高まっていた。また、外国産の穀物輸入の増加によって国内の地主階級の収入が減少することを危惧した政府によって穀物法が成立した。同法は貴族階級の権益を擁護する一方で、食料価格を不当に吊り上げて労働者階級を虐げ国民生活を圧迫する悪法となった。ロバート・オウエンも穀物法成立が国内に新しい政治危機を生み出すことを予見していた。
一方、オウエンは児童労働と労働時間をめぐる状況に危機感を募らせていた。19世紀社会は現代社会と同様に児童労働と子どもの貧困が最も深刻化した時代であった。あらゆる先進工業国が児童を酷使し、搾取し、虐げることを経済発展の糧としてあらゆる形態の人権侵害を恣にした。

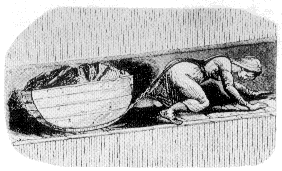
坑道で石炭をひく少女。19世紀中頃、このような児童労働の実態が議会でも採り上げられ問題となった

オウエンは人道的な観点から児童労働に反対する立場をとっていた。さらに、機械化の進展による生産性の向上によって、労働時間を短縮させることが可能であると見ていた。1815年に綿業家の集会が開催された際にも彼は演説を行い、幼少年の工場労働条件についての具体案を示した。1815年、オウエンは繊維産業で働く児童の雇用条件を改善させ児童の利用を規制するようサー・ロバート・ピールに提言、法案提出に向けて共に草案を作成しようと嘆願した。しかし、ピールの対応は鈍かったばかりかオウエンが作成した草案は穏健化させたものを法案として提出した。
1816年、ロンドン・ターヴァンでの公開集会で「機械による手工業労働者の排除について」という講演を行い、翌年3月『貧困の原因と対策に関する報告書』(英語: Report to the Committee of the Association for the Relief of the Manufacturing and Labouring Poor, 1817)を作成してカンタベリー大主教のチャールズ・マナーズ・サトンが議長を務めた工業労働貧民救済対策員会に提出した。その見解の革新性からオウエンの発議は救貧法委員会に回されたものの却下されてしまう。これを機にオウエンは議会や宗教をはじめ支配構造に対して不信感を強めていった。オウエンは委員会による法案審議の進捗が芳しくないことに苛立ちを強め、息子のロバート・デイルを連れて各地の工場を巡り調査活動を進めた。後に彼はこう語っている。
同時に、オウエンは協同社会に関する計画を練り始め、救貧対策、社会変革、新社会建設を含んだ「協同社会の計画」を発表した。1817年夏からオウエンはヨーロッパ大陸各国を歴訪する旅に出る。その行程はフランス、スイス、オーストリア、ドイツに及んだ。帰国後はカンタベリー大主教に公開状を発したほか、首相リヴァプール伯爵に工場法の法制化を促した。幼児労働の制限と、その分の時間における教育の充実を立法化しようとした。
サー・ロバート・ピールは、オウエンが作成した法案が議会を通過成立できるよう、1815年の会期末に第一読会に入るのに同意した。1816年会期中、ピールは法律が必要であることを示すために関連証拠を集め、庶民院に設置された委員会での議長も務めた。しかし、1817年の議会審議を前にピールが病気が理由で職務を中断させざるを得なくなり、法案を提出できなかった。また、1818年ピールは法案を提出したが、総選挙が行われたため審議を継続できなくなってしまう。しかし、この頃になると貴族院も事態を把握するために委員会を設置する必要があることを認めるようになった。

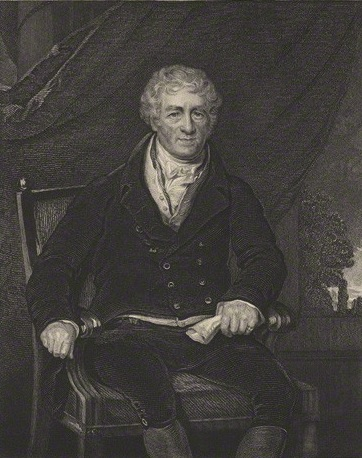
サー・ロバート・ピールの肖像。

1819年、貴族院に設置された委員会は証拠を収集するべく査問会を開き、29か所の綿工場を調査したボルトン治安判事から聞き取りを行った。20か所の工場は徒弟を雇用しておらず、合計550人に及ぶ14歳未満の子供たちを使役していた。その他の9つの工場は、合計98人の徒弟と14歳未満の合計350人の子供たちを雇用していた。徒弟の大部分は大工場で雇用されており、いくらか良い条件で働いていた。とはいえ、児童は1日12時間以下の条件で働いていた。ツーティントンのグラント兄弟の工場では11時間半働かせていたようである。治安判事は「この施設は非常によく換気されています。すべての徒弟と子供たちは、健康で、幸せで、清潔で、日々の配慮がよく払われていて衣類も与えられています。そして、日曜日には教会の礼拝に定期的に出席しています」と報告した。他方、他の工場で労働する子供たちはさらに悪い状況で、1日につき最高15時間も労働していた。例えばゴールトンにあったロバーツのエルトン工場では、「最も不潔で、換気がなされず、徒弟と子供たちは発育が悪く体格が小さい。そして、全く衣類を支給されていなかった。いかなる種類の配慮も与えられず、哀れでならない」と言及している。結局、1819年になってサー・ロバート・ピールは法案を再び提出し、綿工場で働いている子供たちの労働条件を規制するためにようやく法案は可決され、1819年の紡績工場法が成立した。
だが、新法は教育面における法整備は果たされないなど、オウエンの望む内容からは遠いものとなった。
1815年6月の提出段階では、繊維産業の工場内で雇用されたすべての子供たちに適用されることが謳われ、労働可能な最低年齢を10歳とし、10歳未満の児童労働が禁止された。18歳以下の少年たちの労働時間は休息時間を除外して10時間までと定められた。食事のために休息時間2時間が設定され、合わせて教育のため30分が学習時間として充てられるという規定を盛り込んでいた。午後9時から午前5時の夜間労働は禁止され、雇用して最初の四年間は教育を与えることが義務付けられた。また、工場監督官が治安判事によって任命され、報酬が支払われることが規定された工場監督官としての強制力ある公的権限が与えられ、工場労働の実態を把握するために工場内をいつでも検査することができるとされていた。
しかし、1819年に可決された法は、1815年に提出されたオウエンの草案を骨抜きにする形で成立した。
1819年の工場法は紡績工場でのみ適用されるに留まり、全産業の児童労働を規制する包括的法律にならなかった。9歳未満の児童労働が禁止されたが、9歳から16歳までの子供たちは1日最大12時間労働(食事時間および学習時間は含まない)としていた。午前5時と午後9時の間に12時間労働することが規定されたが、朝食に少なくとも30分、午前11時と午後2時の間で夕食と休息を取ることが見込まれた。（翌年の会期に修正された法では休息時間は午前11時から午後4時に修正された）。2人の目撃者が工場が法を破っていたという情報を宣誓して伝えるなら、地元の治安判事が工場を調べるために視察を行うことができたものの、工場監督官による抜き打ち検査や自由に視察できるとした条文は削除された。法的に禁止されたのは児童による夜間労働だけであった。同法は政府介入の原則を十二分に確立していないため、実質的な強制力の乏しい内容となっていた。

### ニュー・ハーモニー時代(1825年-1830)

#### 協同社会への構想
オウエンは労働組合運動を指導したほか、協同組合などの事業も手がけた。ロバート・オウエンは今後の活動の方向性を協同組合運動に向け始める。早くも1817年には「協同社会の計画書」を執筆し、各界の指導者を対象に公開していた。オウエンは協同組合運動を積極的に宣伝したが、一方でこれまでの宗教への姿勢を公言するようになった。ロンドン・ターヴァンにて国教会批判に留まらず全ての既存宗教を否定する演説をおこなう。オウエンはこのように述べた。
オウエンにとって宗教は現実の社会問題に背を向けた欺瞞の世界観でしかなく、神の愛を人々にもたらすものではなかった。宗教間の不和と敵意が原因となって、人種間の融和や人権保障、人道主義といった価値がないがしろになれていた。イギリスは植民地を広げて巨大な版図を抱えた大英帝国を建設していったものの、実態は繁栄とは言えないほどの危機を抱えていた。国際協調や各植民地の実情に合わせた多文化共存を実現させることはおろか、ブリテン本土の国教会、長老派教会、カトリック教会といった宗派間の対立を調停することもできず、名誉革命によって成立した国教会支配のもとでカトリックのアイルランド人は イングランド人に支配される隷属的な立場に置かれ、長老派教会のウェールズ人やスコットランド人も二級市民の扱いを受けていた。信仰の自由に基づく教育の拡大や権利の平等を達成できず、地域格差の是正や階級闘争の緩和による社会統合といった喫緊の課題に充分に対処できず、国内外で暴動や打ちこわしが相次ぎ、戦争や反乱、革命の脅威が迫っており非常に不安定な政治情勢にあった。オウエンは宗教批判のデメリットを充分に理解していたものの、国家と世界が抱える実情に対する憂慮から世俗的な共同体内の相互扶助の重要性を宣伝し、合理主義や協同組合主義を広めていくために果敢に宗教批判をおこなった。その結果、聖職者たちを中心とした激しい反発を招き、議会は協同組合計画の法制化を拒否することを決定、反対意見が噴出して議会から拒絶される結果に終わった。政界の反発に直面したもののオウエンは諦めなかった。

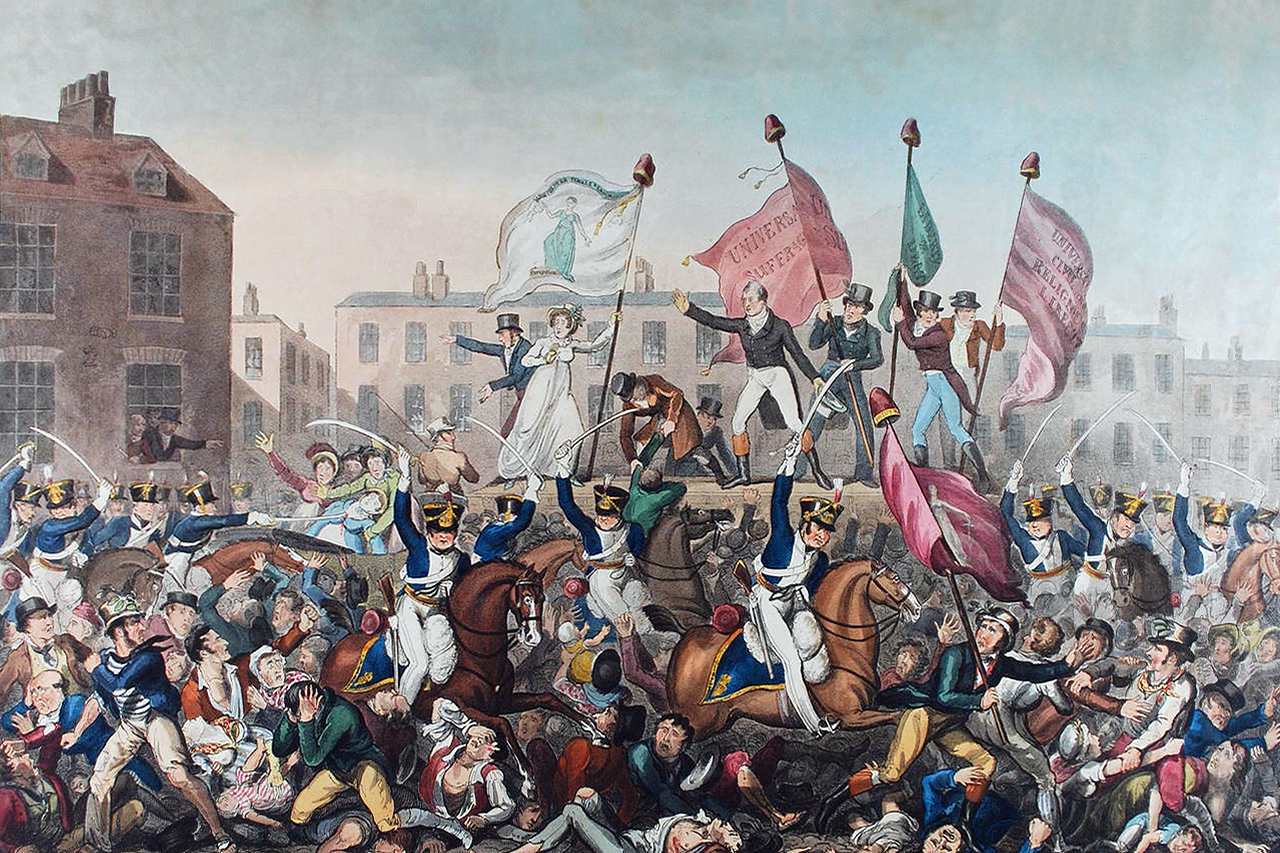
リチャード・カーライルによるピータールーの虐殺の絵画

1819年には選挙法の改正を求める大衆運動を政府が武力鎮圧したピータールーの虐殺が発生した。社会不安が蔓延するなかで1820年代にはオウエン主義に基づく協同組合運動が盛んになっていった。
オウエンは協同社会のヴィジョンを打ち出して資本主義に対抗しようと試み、協同組合の設立に影響力を発揮した。1830年代にはイギリスにおける協同組合の数は300を超えるまでに発展していたものの、各地の協同組合設立を主導したのはオウエンではなく、影響を受けて活動に加わったオウエン主義者であった。
1821年、ジョージ・ムーディーの指導によって改革精神旺盛なロンドンの知的アーティザンである印刷工が結集し、スパ・フィールドに200世帯からなる生活共同体「協同経済組合」（英語: Co-operative and Economical Society)が結成された。最初の組合規則前文には「本組合の終局目的はニュー・ラナークのミスター・オウエンによって計画されたプランに基づき、農業・工業・交易を結合したひとつの一致と協同の村を建設することにある」と記された。当面の目的は居住施設の確保。食料、衣類、その他の日用品の購入のために共同基金を創設して「集合家族居住共同体」を設立、共同印刷工場が開かれた。
生産と生活の共同体を設立して、混乱と窮乏の資本主義社会の現実に対抗するというのが運動の目標であった。そして、短期間ながらもムーディーによって週刊誌『エコノミスト』（英語: The Economist, 1821-1822）が創刊された。この機関誌での共同活動を通じてオウエンとムーディーは急激に親しくなっていき、オウエンも同誌に「現下窮乏原因の一解明」（英語: An Explanation of the Cause of Distress which pervades the civilised parts of the world, 1823)という論文を寄稿するなど、同誌はオウエン主義者の広告塔として活用された。

#### ニュー・ハーモニー建設

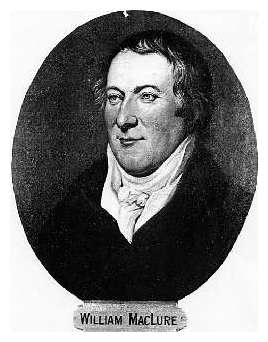
ウィリアム・マクルール

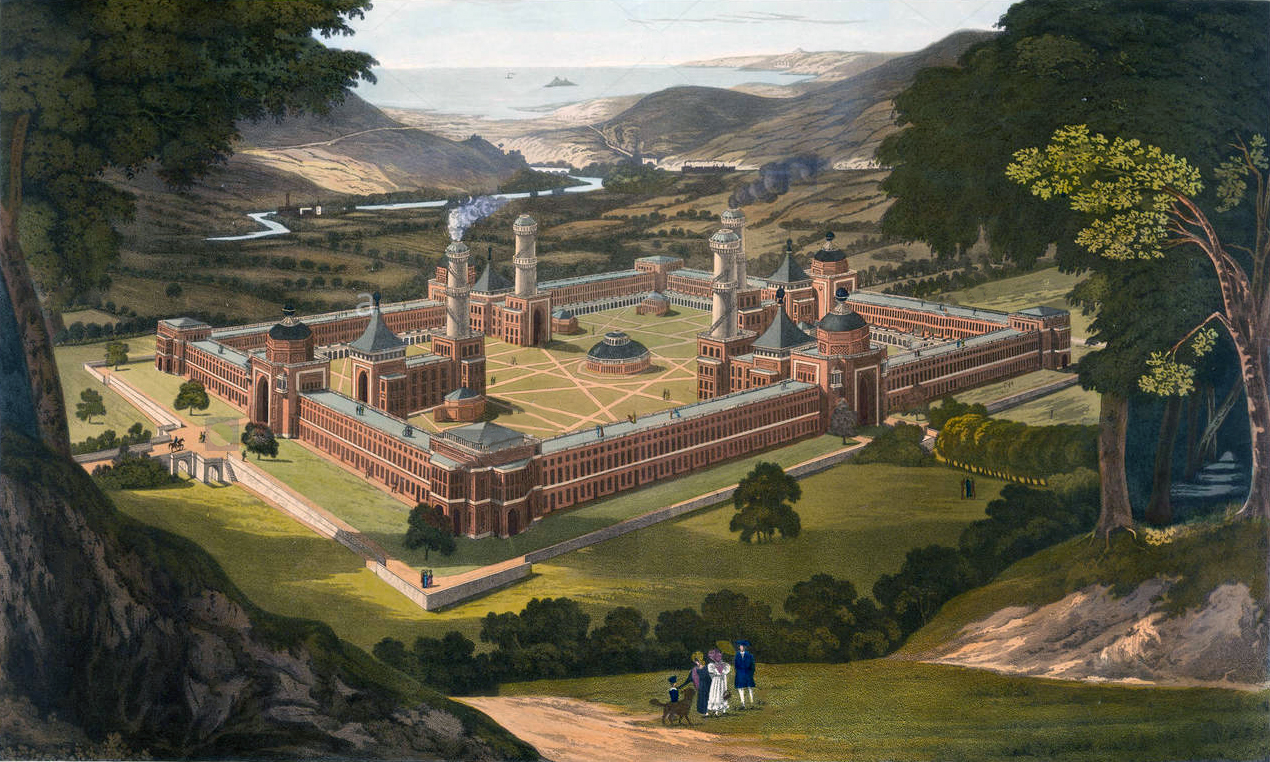
新聞『新道徳世界』（The New Moral World）に掲載された実現しなかった計画図

ニュー・ラナーク工場の共同出資者の中で教育事業に対して不和が生じ、クエーカー教徒のウィリアム・アレンから聖書に基づく宗教教育を盛り込むように圧力がかかり、オウエンは教育事業での主導権を失う。やがて、オウエンはオウエン派の活動家アーチボルト・ジャームズ・ハミルトンが計画したマザーウェル協同村の建設事業に対する志に熱気が生じるようになる。オウエンはニュー・ラナーク工場の共同出資者に事業への投資を呼びかけたが、すでにアレンをはじめとする経営陣はオウエンに対する不信感と苛立ちを強めており、その説得に失敗した。これ以降、オウエンは経営から社会運動への方向へと関心事を拡大させ、執筆活動や社会活動に限らず、「協同社会の計画書」での構想に基づいて共産主義的な農業共同体の建設という野心的な社会実験に取り組む。そのために資本を処分して資金を調達して新天地にチャンスを得たいという望みが膨らんでいった。
1824年、オウエンは反対者が多いブリテンを離れて計画を実現できないか模索してアメリカに渡り、首都ワシントンD.C.でジェームズ・モンロー大統領と会談、新コミュニティ建設事業の計画を伝えた。後の1829年には知米派の知識人として再渡米してアンドリュー・ジャクソン大統領と会談、緊張状態にあった英米関係の仲介者にもなった。新共同体を作る場所としてインディアナ州ハーモニー村が予定されていた。ハーモニー村はドイツから信奉者とともにアメリカに渡ってきたジョージ・ラップが築いた宗教的コミュニティによって開拓されたものである。だが、ラップは経済的繁栄で信仰が鈍るのを恐れて別に新天地を構えようと考えて競売にかけることを決意した。イリノイ州の不動産業者ジョージ・フラワー（リチャード・フラワーとの記載もあり）がニュー・ラナークのオウエンを訪問して商談を持ち掛けた。
以上がラップの財産目録であった。フラワーとの交渉において評価額6万ポンドが提示されたが、オウエンは自信を示したかったのかすぐさま購入を即決した。交渉人のフラワーも商談に懸念を感じたが、当事者のオウエンには微塵も不安を持たなかった。何よりもアメリカ中西部は河川による水運が利用できるものの近傍に大都市が少なく社会的基盤が乏しかった。こういった問題点は交渉で吟味されなかった。地所の欠点については息子のロバート・デイルが注進すべきであったが、彼は自身の恋愛問題に関心が向かい、全力をもって父に歯向かうことはできなかった。結局、オウエンは長男に工場での業務を引き継ぎ、現地視察のために渡米した。オウエンはニュー・ラナーク工場の株式を売却して調達した資金12万5千ドルを投じて競売でハーモニー村を買い取ったのである。
スコットランド生まれの成功した元貿易商人で、フィラデルフィア自然科学アカデミーのパトロンで地質学者のウィリアム・マクルールが合資者となった。マクルールはオウエンの理想に共鳴してオウエンとともに私財を投じ、コミュニティの建設を試みた。オウエンとその息子たちデイヴィッド・デイル、ロバート・デイル、リチャード・オウエン、マクルールの友人の科学者たち、無政府主義者で企業家でもあったジョサイア・ウォーレンらとともにプロジェクトに参加した。アメリカに渡って自給自足を原則とした私有財産のない共産主義的な生活と労働の共同体（ニューハーモニー村）の実現を目指す。
このような経緯でハーモニー村をオウエンとマクルールが購入して、少し遅れて息子ロバート・デイルが加わり、共産村建設プロジェクトは1826年から始まった。
プロジェクトの計画の柱は、ニュー・ハーモニーの丘に壮麗な建造物スクウェア・パレスを建築し、フィラデルフィア自然アカデミーの科学者たちを勧誘してコミュニティ加入を促し、完全平等のコミュニティ実現のために新憲法を制定することであった。ちょうどその頃、1825年には世界初の生産過剰を原因とする近代恐慌が発生した。翌年にかけて欧州からの移住者が増加、労働者900人をはじめとして移住希望者が集まった。マクルールと親交がある優秀な自然科学者たち27名がアメリカへと移住した結果、ニューハーモニー村は知識人の移住とともにアメリカにおける文化の中心地となった。
オウエンの子供たちも成人後アメリカ市民権を獲得し、父親の志を受けてニュー・ハーモニー建設運動に参加したほか、ロバート・デイルは議員に、リチャード・デイルは学者となってアメリカ社会の発展に貢献していった。彼ら息子たちは、老齢となり仕事も収入を失って無一文となったオウエンの生活を支えていった。
しかし、オウエンの挑戦は難事業となった。早くも翌年には様々な信条をもった人々の集団は意見の対立を生んでいったのである。
1826年2月5日、オウエンは目標とした「ニューハーモニー完全平等協同体憲法」を制定した。しかし、それ以外の計画は実現できずに終わる。各成員の見解の相違を克服するために独裁制も採用するが、村は混乱を極めていった。5月に入るころには分村が進行、それにつれて合資者のマクルールとオウエンとの対立が深刻化していった。1826年7月4日、アメリカ建国五十年記念の日におこなった演説、「精神的独立宣言」はこの頃の彼の思想的到達点を示していて興味深い。彼はその中で、「悪の三位一体」として「私有財産、矛盾と不合理な宗教、それらと結合した不合理な結婚制度」を挙げ、それらの「奴隷」として生きてきた人類の解放を謳った。
しかし、村の存続は厳しい状況にあり、事業は2年あまりで崩壊、間もなくオウエンは巨額損失を覚悟で村の経営権を放棄する決断を下した。失敗の原因は概ね次のとおりのことが指摘されている。1）住民選別が不充分だったこと、つまり、入植を希望する人々に知識人・文化人・労働者が多い一方、農業の経験や専門知識をもった自営農がおらず道具のメンテナンスを担当するスキルのある職人が僅かで、即戦力となる人材が揃わなかったこと、2）成員間の宗教的・社会的・人種的偏見が根強く内部に対立抗争が生じたこと、3）怠慢・勤勉に対する賞罰が欠落しており労働規律が弛緩して意欲低下が深刻化したこと、4）舞踏や音楽などの文化活動に耽って労働を忌避したこと、5）平等の実現を掲げたため意思決定の過程が不明確で、オウエンとマクルール間の連携も円滑でなく、上席者による意思決定や責任と権限が不明確であったことなど組織化の欠如といった問題点が挙げられる。ニュー・ハーモニーはアメリカ社会主義の発祥の地となった。アメリカ初の幼稚園、幼児学校、職業学校、無償公教育制度、婦人クラブ、民営の劇場、地質学研究学会、労働者研究博物図書館を設立し、アメリカ史上に不朽の業績を残した。
村では土地の開発と裏腹に共有資産の私物化が進行してオウエンの財産は完全に失われていた。1828年に帰国した後、自己精算した際の損失額は20万ドルに上り、かつて有力な資産家であったオウエンの資産の大部分が失われた。それでもオウエンは協同村の実現を諦めてはいなかった。メキシコ政府から当時メキシコ領だったテキサスのアメリカ合衆国との国境地帯の土地を無償提供する話が持ちかけられ、オウエンは再び協同村建設計画に関心を抱く。しかし、この計画はメキシコの政情不安のために暗礁に乗り上げて立ち消えとなってしまう。
オウエンは帰国を決意してアメリカ大陸を離れる途上で大英帝国の植民地ジャマイカに立ち寄っている。ジャマイカで見た情景は酷使され虐げられる黒人奴隷の姿であったが、オウエンはジャマイカの黒人以上にブリテン本国の労働実態に心を痛め、危険で過酷な苦汗労働を強いられている白人労働者が置かれている労働条件の深刻さを痛感した。帰国後の4月28日、オウエンは自身の失敗を認め、協同体に対する批判の演説をおこなう。集団内部の党派対立が原因だったとはいえ、ニュー・ハーモニー建設事業はオウエンにとって完全なる失敗となった。ただし、協同村建設の夢はオウエンの志となってその後も胸中に残った。

### 帰国後の活動（1830-1858年）

#### 第一次選挙法改正

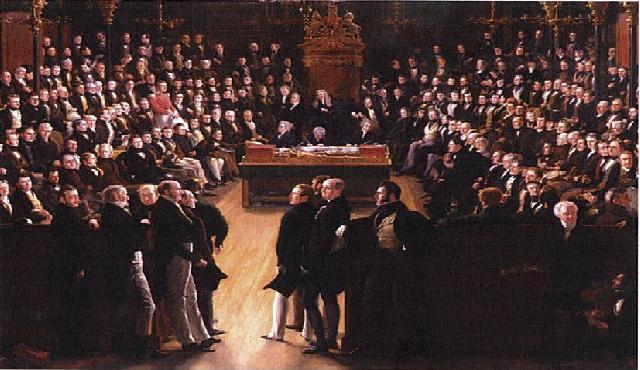
議会で対峙するグレイ伯（左）とウェリントン公（右）

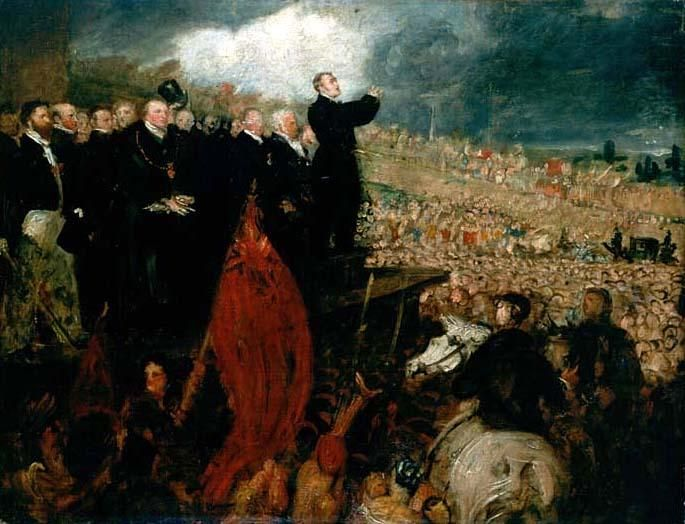
20万人が参加したバーミンガム政治同盟の集会（1832年5月16日）。ベンジャミン・ハイドン画。

1817年、デヴィッド・リカードによって『経済学および課税の原理』が発表され、近代経済学は発展を見せた。かれは地代論を展開して、商品価値は労働力と関係があることを指摘した。また、商品を生産している労働者は対価として賃金を受け取るが、商品生産のための資本（土地・工場・機械・道具）を提供している資本家は労せず利潤を受け取る、これが社会の仕組み（資本主義）になっていることを明らかにしている。この経済論は労働価値説を説明するものであると同時に搾取の存在を示唆するもので、後の時代の社会主義思想の出発点になる考え方であった。オウエンは産業の発達を真に担ったのは労働者であり、その労働者が貧しいのは資本家が搾取するためであるとに見ていた。
ブリテンでは19世紀に入り産業革命の本格的進展によって各地の産業構造に変化が生じ、南部の農村地帯から北部の工業地帯へと人口移動がおこっていた。その結果、北部の工業都市に移住した多数の労働者が政治的権利のない二級市民の立場に置かれていた。それまで合理性があった旧来の選挙制度は急速に時代にそぐわないものとなっていた。イギリスでは議会制度の腐敗が進み、改革は避けがたいものとなっていた。こうして大規模な社会変動、政治変動が始まる。
1830年、改革の障害であったジョージ4世が崩御、改革要求の激化が革命に発展することへの恐怖を前に議会改革に着手する必要性があった。しかし、議会では党派的な対立が改革の足かせとなった。
ホイッグ派は改革に積極的な立場をとった。財産と教養をもつ裕福な資本家階級の支配体制への編入を試み、1830年グレイ卿を筆頭にホイッグ急進派は改革動議を提出するに至る。しかし、トーリー派は内相ロバート・ピールが改革に意欲的だったものの、ウェリントン公が現行制度は完全であるとしていかなる改革にも反対、さらに他の議員も改革が更なる改革の要求を正当化する可能性を指摘して反対したがゆえに時のトーリー政府による改革は不可能となった。
一方、議会外では1829年末、トマス・アトウッドが中心となりバーミンガム政治同盟が発足、普通選挙権と平等選挙区の実現を目指して選挙法改正運動が展開される。中産階級に留まらず労働階級も参加して改革の実現を求めた。1831年、BPUの成員は遅々として進展しない改革に苛立ちを強めていった。第一次法案が廃案となったため五月暴動という騒乱状態に入っていった。
トーリー党は政治担当能力の欠如が批判され第一次ウェリントン公爵内閣は内閣総辞職に追い込まれる。1831年、第一次グレイ内閣が成立して改革派は改正案を提出し、庶民院通過を果たした。さらに、国王ウィリアム4世を味方につけ貴族院に対して新貴族創家を盾に法案通過を強行、1832年、第一次選挙法改正が実現する。資本家を始め中産階級が選挙権を獲得する一方で、労働者には選挙権は与えられず、議席配分では依然として農村に重点が置かれたため議会改革問題は未解決のままに残された。議会制度の欠陥をめぐる争点はチャーティスト運動へと引き継がれる。

#### 1830年代の労働運動
1824年に1799年の団結禁止法が改正され規制が緩和されたため、1830年代になると労働運動の発展が顕著となっていった。
ヨークシャーではトーリー急進派リチャード・オストラーによる工場法制定運動が活発化していた。労働時間を10時間に制限することを目標に時短運動であった。労働運動は労働時間の短縮や賃下げへの防衛的な抵抗を柱に結集を始めていった。やがて十時間労働制の要求は八時間労働制の要求へと発展した。同様に、トーリー派のマイケル・サドラーが中心となって、児童労働と労働時間の制限が再度議論された。工場法改正委員会が発足して実態調査が行われて改めて労働の実態が報告され、ついに1833年の工場法が制定された。
アイルランド出身の紡績工ジョン・ドハティー（労働運動家）が労働運動を指導して、マンチェスター紡績工組合の専従書記となり、1829年にストライキを闘ったが敗北し、業種を超えたより包括的で全国的な組織を結成しようと試みた。1829年、ドハティーは仲間とともにマン島に渡って会議を招集し、「イギリス・アイルランド紡績職工大連合」を結成した。1827年には大工・指物工大連合が、マンチェスター連合という煉瓦積職人らの全国協会が、それぞれ結成されていた。1832年にはヨークシア労働組合が結成され、工事発注を請け負う中間業者の搾取の温床となっていた請負制を廃止して、最低賃金の設定を要求する大規模な運動が展開された。この運動により、大工、指物工、石工、煉瓦積工をはじめ建築業種の7業種が合同して、1833年には建築工組合が組織され職種を超えた労働者の大同団結が加速していた。翌年9月にはロバート・オウエンも建築工が主催する「建築工議会」に参加して、雇用主を排除した生産ギルドを結成する構想を提案した。
1834年にはドハティーが主導して全国労働者保護協会（NAPL）が設立された。また、『人民の声』（英語: The Voice of People）という週刊の機関誌が創刊され、3000部が発行された。マンチェスター近傍のチェシャーやランカシャー、ダービーといった北部工業都市で活動する14の紡績工組合が中心となり、染色工、機械工、鋳物工、鍛冶屋、木挽き、製糸工、製靴工、指物工、帽子工などの組合が合流していった。全国組織を名乗ったもののランカシャー地方など活動領域が限定されており、中部のノッティンガムに若干の支持団体が存在していたに留まった。そこで、ドハティーはロンドンに本部を移転させ、名実ともに全国組織に勢力拡大を図ろうとしたが、激しい反対論に直面して実現できずに終わる。組織は賃下げ反対を目的に樹立され、攻撃的な賃上げ要求を掲げなかったものの、職種を超えた労働者の団結に資本家や治安当局から危険視する警戒感が高まり、『人民の声』には売価3ペンスに対して4ペンスが課税され、武装蜂起の計画を立てているといったデマが流されるなかで、建築工が組合に参加するのを拒絶したり加盟団体が集まらずに財政難に陥って組織の解散を決議せざるを得なくなった。
労働組合の影響力の拡大に対して、政府・メディアの反応は厳しくなっていった。団結禁止法撤廃を主導したフランシス・プレイスも個々の業種からなる労働組合はきわめて大事な組織だが、組合連合や全国的な組合はきわめて有害であるという認識をもっていた。こうした状況下でも労働運動は冷却しなかった。ダービーでは、多くの職種で資本家が労働者に組合活動に参加しないと記した宣誓書（ドキュメント）への署名を求め、署名しないならば雇用を打ち切るとしてロックアウトに踏み切り、労使間の紛争が多発した。しかし、最終的に雇用主側が勝利して運動は分裂した。
選挙法改正と労働者の政治的排除は社会的抑圧の構図も浮かび上がらせた。

チャーティスト暴動

選挙法改正後は中産階級による階級立法が加速し、労働者に不利になる法律が成立していった。1834年の救貧法改正によって貧民救済の手段は救貧院による院内救済に置かれることになった。ただし、救貧院での貧民の待遇は劣悪なもので、被救済民は家族と引き離され男女別々に収容され、さらに重労働が課された。被救済民に人間的な扱いはなく、待遇は最下層に位置する労働者の生活水準以下に設定され、実態は犯罪者に対する懲役と大差のない待遇となっていた。労働者は救貧法改正に強く反発して反対暴動を展開していった。改革に対する労働者の失望がチャーティスト運動とオウエン主義運動の発展を促す。
労働者は社会環境の悪化に抵抗すべく自衛のために活発な社会運動を発展させた。革命的プロレタリアートの運動に2つの流派が形成された。それが、ロバート・オウエンによる社会主義運動（空想的社会主義）と『人民憲章』を旗印に普通選挙権獲得を目指し民主化運動を展開していたチャーティスト運動であった。
オウエンは政治への不信感から議会改革に懐疑的で、労働者の救済は経済的方法での実現に限られると考えていた。それゆえ、第一次選挙法改正運動、その後に続くチャーティスト運動とは距離を取り続けた。労働者救済のために強固な組合組織と教育活動による社会の改良が必要であると考えていた。こうした考えは協同組合運動への労働者の結集へとつながっていった。一方、チャーティストも民主主義の実現によって労働者を解放し、労働者を基盤にした人民の政府によって資本主義の諸矛盾の解決策を模索するという展望を持って、労働者を民主化運動のもとに集結させようとしていた。両派は競合関係にあった。

#### オウエン主義運動の展開

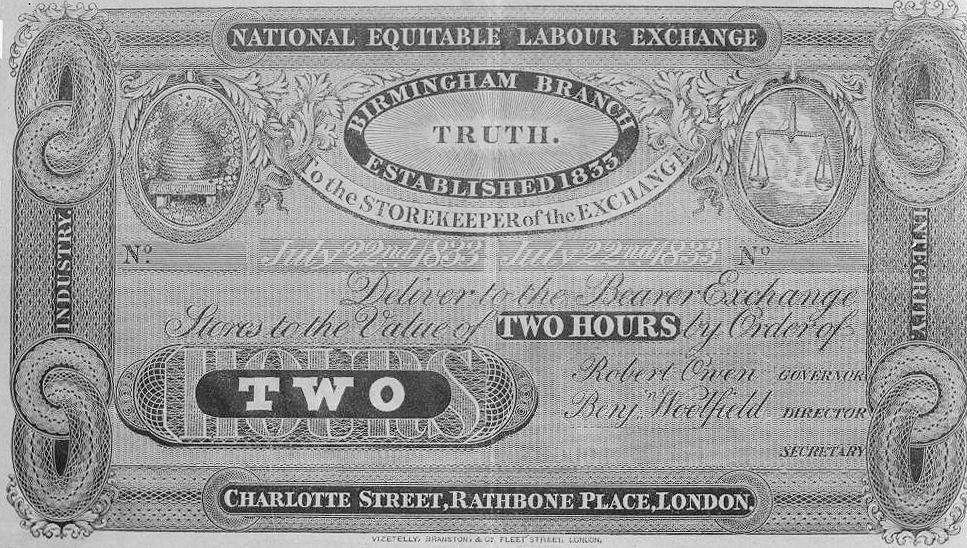
1833年7月22日、「全国衡平労働交換所」が発行した労働紙幣。

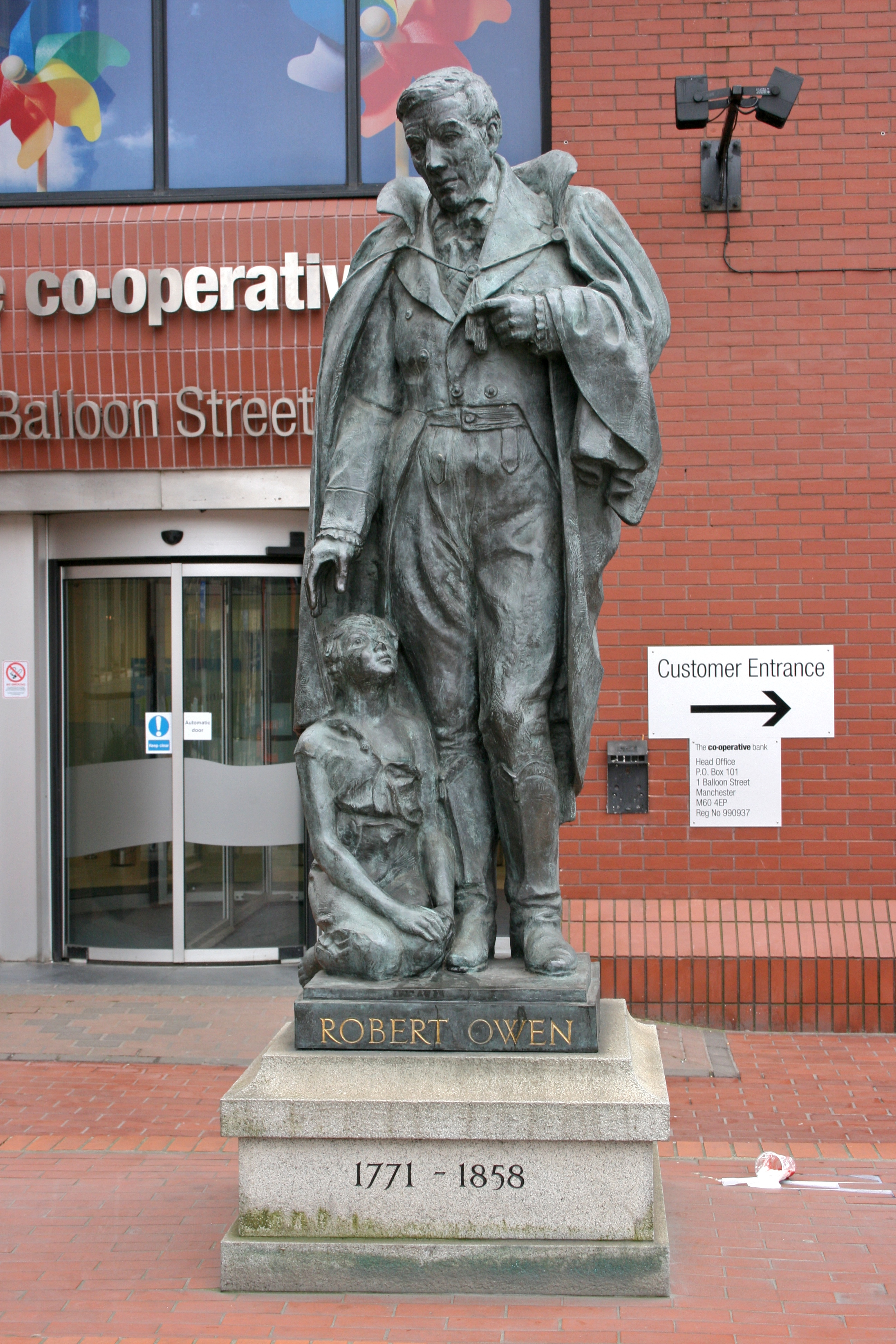
イギリス、マンチェスターの信用金庫(イギリス)の前に立つオウエンの立像

ニュー・ハーモニー建設運動に失敗して財産を失ったものの、ロバート・オウエンの士気と名声は衰えなかった。
協同村建設の夢から協同組合運動の種はイギリス社会に広く播かれて芽吹こうとしていた。1829-34年の5年間にわたって暴力革命目前の政情にあった。深刻な政治危機の時代のなかで人道的な理想を説き暴力革命を否定するオウエンの穏健な協同組合主義は人々の希望の旗印となる。産業革命期にあって資本主義の成長を前に喘ぐ労働者・職工たちが、オウエンの描く社会ヴィジョンに共感して、協同組合運動の社会的拠点を形成していき、プロレタリアートの階級意識を持った労働運動を育み、またチャーティスト運動の基盤ともなった。
ウィリアム・キング(哲学者)の生協運動が盛んとなった後、協同組合は年々増加して1830年末には400を超えていった。巨大化した協同組合運動は全国的な統合を目指した。ウィリアム・トンプソンの主導の下に、1831-1835年にかけて半年ごとに「協同組合会議」なる代議員会合が招集され、卸売連合機関と全国統一機構、共同体建設運動が論じられた。
1832年、第一次選挙法改正は歴史的画期であったが、この時の改革は多くの課題を残すものであった。選挙法改正は有権者数を増加させたものの、財産資格による制限選挙制が残され、最終的にブルジョワジーに利するものとなった。労働者階級はモブ・エネルギーとして利用されたものの、改革運動の物理力の源泉であった労働者が選挙権を得ることはなかった。政治に失望した労働者が結集したのが、チャーティスト運動とオウエン主義運動の2択であった。その結果、オウエン主義の労働組合運動と協同組合運動はさらに勢力を拡大させ、飛躍的な量的膨張を達成する。
オウエン主義は労働者の経済的利害にもっとも調和していた。
1832-1834年、オウエンは「全国衡平労働交換所」を設置、協同組合の生産品の相互交換を目的とした労働紙幣による生産バザーで、ロンドンとバーミンガムとスコットランドに開設された。この施策はストライキでロックアウトされた労働組合員の生活助成のための協同生産も包含していた。労働者自主を培い、共同体原理の実現を図る経済活動の新形態となるはずだった。チャーティストの若き青年運動家の1人となったウィリアム・ラヴェットもオウエンの労働交換所ロンドン支店で店主となっていた。彼らはオウエンの思想に感化を受け社会改革の理想に目覚め、トーマス・ホジスキンの経済思想で理論武装を果たし、チャーティスト運動の指導者へと成長していった。労働交換所設立の運動背景にはオウエンの貨幣観が存在している。オウエンは富の源泉を労働者による生産活動が作り出す労働価値（労働価値説）に求めており、労働者が貧しいのは金銀など金属貨幣に基づく誤った通貨制度が根底に存在しているためだと考えていた。したがって、従来の貨幣を廃止して、時間単位での標準労働量を基礎に紙幣を発行すれば、搾取を克服した経済活動が可能になり、働く者が報われる社会が実現すると考えていた。しかし、労働価値に対する評価問題をはじめとする労働紙幣の信頼性が課題となり続け、さらには紙幣自体が悪徳商人の投機対象となってしまい、結局失敗に終わった。
ロバート・オウエンは「貨幣の廃止」に失敗したものの、活動を停止したりはしなかった。
彼は労働組合と協同組合の2つの潮流を結合させる中心人物で、オウエン思想は労働運動界の権威となっていた。1833年10月、オウエンは労働組合の代表者が集まった会合に参加して様々な職種の職人達を糾合する動きは加速させることを提案した。1834年にはロンドンの労働者内にオウエンの影響は拡大しており、仕立て工を中心にすべての生産階級の全国的結集を目標に、全国労働組合大連合が発足した。「生産階級の全体的組織」を樹立するために、オウエンは資本家も含めて生産にたずさわる全ての階級が提携して労使協調的な大連合を構想してその指導者となった。主たる活動目標は、1）諸団体の構成を合理的に統合編成していくこと、2）生産調整などの方法を実行して賃下げに有効な戦略を試みること、3）ストライキを支援して賃上げ運動を展開することにあった。機関誌『パイオニア』によると、「大連合」は加盟団体を順調に獲得してその勢力は急激に拡大、自称50万人の会員を擁する巨大組織へと成長した。
労働組合の組織化を援助するために各地の闘争を支援した。
だが、1833年11月に始まったダービーの絹織工によるストライキは大連合にとって大打撃となった。絹織工は組合脱退要請を拒絶して闘争を開始したが、雇用主側のロックアウトに直面したため自分たちのために労働することを宣言した。オウエンは闘争を支援する目的で協同組合工場の設立を構想するが実現できず、ストライキも4ヶ月の抵抗の末敗北した。さらに、当時のイングランド南部の農村では、スウィング蜂起という脱穀機を破壊するといった騒擾が激化していた。そんな中でドーチェスター近郊のトルパドルでジョージ・ラヴレスら6名の農業労働者が大連合に参加する誓約書に署名した嫌疑で逮捕され、裁判の結果オーストラリアやタスマニアへの七年間の流刑が言い渡された。これがトルパドル事件である。1834年4月21日、オウエンと大連合はこの事件での判決に25万人の署名を集めて不服を表明、抗議のために過少に見積もっても3万人が参加した大請願集会を開催し、被告人らの刑期短縮を獲得した。
その後、大連合崩壊につながる亀裂が生じ始めた。綿紡績工の組織化での困難に直面している間に建築工のストライキに突入、全国的な労働闘争とその支援に忙殺される。しかし、現実的に大連合が提供できる支援策は少なく、傘下の組織の足並みや意見も不統一のままであった。建築工、陶工、紡績工、織物工といった業種の有力組合が参加せず、活動規模と財政力は主張するほど勢力を持ってはいなかったのである。大連合や傘下の労働組合内では基金横領事件が発生するなど内部統制上の問題も抱えていた。こうした状況下で組合闘争の多くが資本家によるロックアウトで挫折した。やがて、大連合指導部の足並みも乱れ始め、戦闘的なストライキを試みる組合指導者と階級協調や協同組合主義を模索するオウエンの立場は隔たっていった。かくして「大連合」は崩壊してオウエン主義の後退が生じるが、この間隙のなかで選挙法改正運動においてチャーティスト運動が勢力を拡大させていった。
オウエンによる労働組合の指導には根本的な問題点があったと指摘されている。オウエンと労働組合指導者との間で見解の相違が存在していたのである。
オウエンは労働組合を生産協同体の延長で考えており、資本家と労働者の連帯を前提に活動するべき組織として位置づけられていた。したがって、紛争が生じた場合に自衛のために結集するのを除いて賃金闘争を激化させることに反対していた。しかし、労働組合の指導者たちにとって賃金や労働時間をめぐる条件闘争で勝利することが最優先課題であった。それゆえ、彼らにとって労働組合は資本家との階級闘争の手段であって、生産協同体としての社会的機能は二の次だった。オウエンと労働組合主義の共闘は同床異夢に終わり、長続きはしなかったのである。

### 晩年（1840-1858年）

#### クイーンウッド協同村の建設

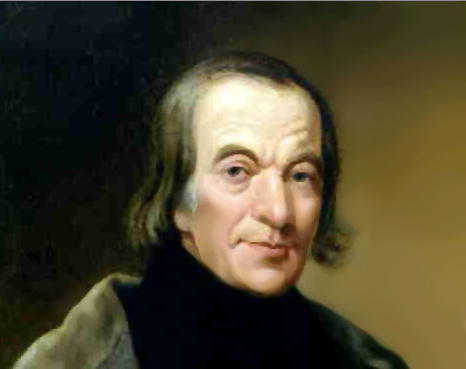
1845年のロバート・オウエン

1839年秋、オウエン派団体「合理的宗教者協会」は、ハンプシャーのイースト・タンザリーに位置するアイザック・ゴールドスミッド卿の所領クイーンウッドの533エーカーの土地を99年で借用する契約を締結した。協会は中央金庫と寄付金から資本を投入して協同村を建設する事業に着手する。当初準備された資本金は充分ではなく、オウエンは事業の成功に疑問を感じてすぐさま参加を表明せず、建設事業はジョン・フィンチによって遂行されることとなった。しかし、すぐにフィンチが病気で倒れて責任者不在となったため、瞬く間に建設は不振に陥った。こうした中、オウエンは「国内植民協会」という団体で募金をおこなって中産階級の支援者から潤沢な資金を確保しはじめた。
1841年春、クイーンウッドが赤字であることが明らかになるとオウエンは救済のために事業の引き継ぎと建て直しに同意、全権を与る「統治者」となることとなった。オウエンは近隣の農地を買収して農園の規模を2倍に拡大させ、建築家ジョゼフ・ハンサムに団地と学校の建設を依頼して「ハーモニーホール」というビルを建設した。順調に建設が進み将来有望な事業と評されながら、1842年には2万5千ポンドを目標とした募金活動が思うように成功せず、実際に集めた資金が1割程度に留まったため財政状態が一転悪化した。学校では無償教育がおこなわれ、成員の生活費は年30ポンドのところ25ポンドと低く抑えられていたために過剰な支出が生じて財政を悪化させた。収入がない中で運営資金が底を突き、宣伝員に対する人件費も確保できなくなった。
1844年、協同村の大会でオウエンは退任を表明、後任をオウエン主義の後継者ウィリアム・ギャルピンが引き継いで財政健全化を模索するが、1846年には解散を決議するに至る。やむなく彼らは土地や建物をクエーカー教徒の団体に払い下げ、寄付者たちに資金を返金する措置を取った。ハーモニーホールを大学に転用してクイーンウッド大学が設立された。最終的にこの協同村の実験も失敗に終わった。失敗の理由は、1）植民者が農業に不慣れであったため充分な収益が得られなかったこと、2）オウエンが運営者としての資質を完全に備えていたわけではなかったこと、3）齢70歳に達してすでに高齢であったことが原因となって共同体の運営や指導に困難があって事業は失敗に終わった。これらの協同主義運動は大規模な協同村の建設ではなく、より小規模な協同組合の設立への情熱を高め、1844年にはロッチデール先駆者協同組合の運動へと発展した。

#### 1848年革命

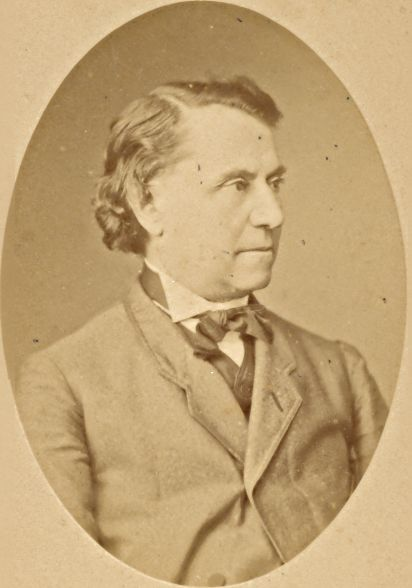
フランスの社会主義者ルイ・ブラン

オウエンはクイーンウッドを退去してすぐにアメリカに渡り、ニュー・ハーモニーの家族と再会を果たした。いくつもの共同体を訪問して各地の講演会に出席し、世界会議の招集を呼びかけ、合衆国の政治家と会談した。アメリカ大陸における英米間の国境紛争「オレゴン問題」で仲裁者をつとめ、オレゴンをアメリカに譲渡することで紛争の解決に貢献した。いくらか礼金を受け取ってアメリカから帰国したオウエンはクイーンウッドに立ち寄って「社会祭」に参加し、成員たちとダンスに興じるなどを社交を楽しんだ。
まもなくヨーロッパ中で祭り以上の高揚1848年革命が生じた。
1848年2月、パリで選挙法の改正とギゾー首相の退陣を要求した民衆の運動が1848年のフランス革命へと発展、国王ルイ・フィリップは退位してフランスは再び共和国となる。臨時政府は社会主義者ルイ・ブランが中心となり、失業者対策のために「国立作業場」を設置して協同生産の制度が導入された。オウエンもこの革命に鼓舞されてすぐさまフランスに渡ってラマルティーヌやルイ・ブランと会談、「労働委員会」というテーマで講演して革命を祝福した。この時、オウエンは『フランス・世界とオウエンとの対話』というパンフレットを出版している。間もなくルイ・ブランは失脚、国立作業場は閉鎖されて、労働者による6月蜂起も武力鎮圧されるなど革命は反動化していった。オウエンは失意の中で帰国していった。

#### 心霊主義への傾倒
最晩年のロバート・オウエンは政治との関わりを失っていったが、ジャーナリズムの活動は死の直前まで続けたため、自身の発言の手段は失わなかった。
オウエンは幼少期から宗教への関心が深い人物であったが、成人するとマンチェスターやニューラナークでの実業から労働問題に関心を向け、社会矛盾の原因は不合理な宗教であると考えて次第に熱心な宗教批評家となっていた。しかし、晩年になると一転してアメリカから始まりヨーロッパ各国で流行したスピリチュアリズムに染まって心霊主義者となっていった。オウエンは合理的宗教に基づく社会的教義を作り上げ、「新しい道徳世界」を建設したいと夢見た。
オウエンは『ロバート・オウエンの至福千年雑誌』という刊行物を発行し、その思想は次第に現実社会からは離れて天啓的なメッセージへと変わっていった。1834年以降は労働運動の最前線から身を引き、協同村建設に取り組んだものの失敗してかつての影響力を失い、やがて時代の中で取り残された存在となっていった。この頃、チャーティスト運動は1848年の国民請願に失敗するなど、労働者による政治運動も障害にぶつかっていた。また、イギリスは安定した経済成長の道を辿って資本主義を成長させ、革命の危機はしだいに遠のいていった。
一方、1851年にはオウエンは80歳を迎えていた。だが、この頃のオウエンに往時の面影はなかった。彼は体力の衰えに加えて耳が遠くなり、心霊の存在を深く信じるようになっていた。テーブル叩きといった心霊との交信に熱中し、先祖や古い友人の霊、ケント公やベンジャミン・フランクリンの霊と交友して過ごした。心霊との交友でオウエンは天界の世界や地上での出来事に関する秘密を教えられ喜びと幸福を感じたという。こうした姿は、宗教を長年否定してきたことに加え、最晩年の5年間を迎えて寿命を使い尽したことで生じた心の隙間を心霊主義によって癒していたのだと理解されている。
1857年、老オウエンはバーミンガムで「社会科学促進国民協会」の大会での講演を依頼されて演壇に立って「刑罰なき人類の統治」というスピーチを行った。オウエンは老いてなお初志を曲げず、自己の信念を表明したが、聴衆は「ニュー・ラナークのロバート・オウエンがまだ生きていたのか」と彼の長寿に驚いたという。翌年、再び講演の依頼があって演説に臨むことになった。議長を務めた80歳のブルーガム卿に促されて登壇したが、二言三言語り演台を降りてしまう。この時既に体力低下のために発言を続けられないほど衰えていたのである。

#### 臨終
87年に及ぶ波乱万丈の人生を送ったロバート・オウエンが最後に願ったことは故郷ニュータウンに帰郷して一生を終えることであった。

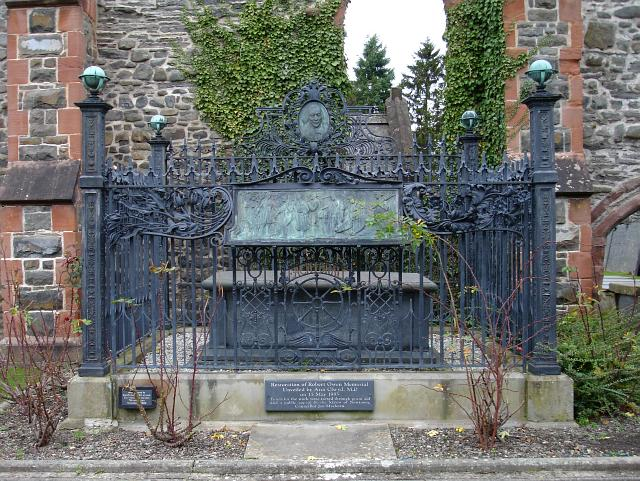
ロバート・オウエンの墓

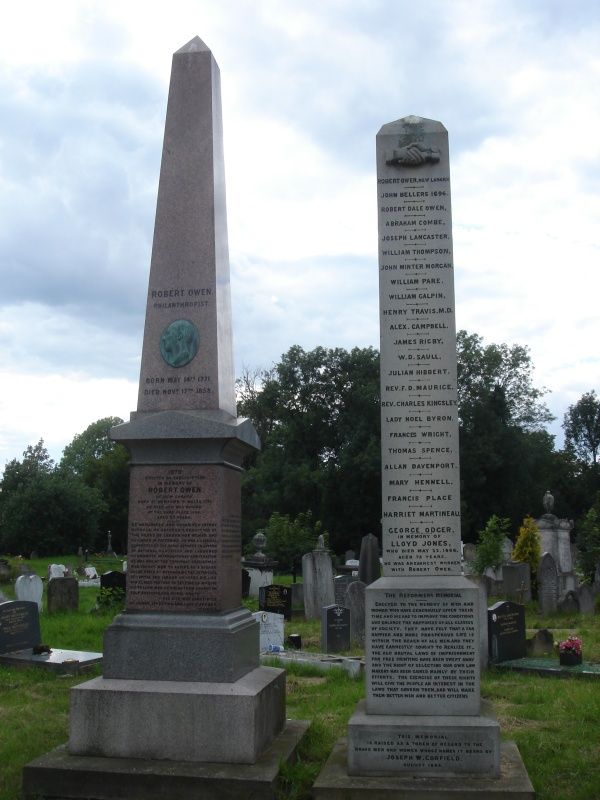
ケンザル・グリーンに建つロバート・オウエンの記念碑。

帰郷後は、精根尽きながらも残りの力を振り絞って、かつての友人宅を訪問してその1軒のお宅の娘から、子どもの時に火傷したことがあるオートミールやプッティングをふるまわれたという。危篤の知らせを受けたロバート・デイルがアメリカから駆け付けた。最後の様子を示す言葉が残されている。「私の親愛なる父は、今朝7時15分前に死去した、そしてあたかも眠りに陥るように穏やかにそして静かにこの世を去った。……彼の死の20 分前に、はっきりと述べられた彼の最期の言葉は、『救いがやって来た』であった」。
こうしてオウエンは誕生した家からほど近い自宅で息を引き取った。思い残すこともなく患うこともなく心静かに世を去ったのである。ロンドンのケンザル・グリーン墓地に立つオウエンの記念碑には次のように刻まれた。
「ロバート・オウエン。人類愛に燃えた人。1771年5月14日生まれ、1858年11月17日死す。」
ロバート・オウエンは博愛主義を胸に抱いて、厳正な労務管理を心掛け労働条件の改善に取り組み、児童労働の廃止や児童教育の導入を試み、労働紙幣を発行、協同村を建設して公正な経済秩序の樹立を生涯を賭けて目指した。協同組合と労働組合運動の指導者として勇名を馳せイギリス社会主義の歴史に一時代を築いた英雄は、教育の理念と協同の精神を現代に残した。

## 家族
- デイヴィッド・デイル（英語版）。ロバート・オウエンの岳父。

- カロライン・オウエン(1778-1831)。デイヴィッド・デイルの娘であり、ロバート・オウエンの妻である。1778年生まれで、オウエンとグラスゴーで出会ったのは19歳の時であった。2人は出会って1年後の1798年に結婚した。母が名門の出で長老派教会の敬虔なクリスチャンで熱心な宗教教育を受けていたこともあり、娘のカロラインも毎日聖書を読み、毎晩祈り、日曜日には必ず教会に行く信仰の篤い女性であった。天性慈しみ深く、温厚従順な夫人だったという。しかし、夫のロバートは良妻に恵まれながらも信仰一徹の思想に不満を持ち始め、自分の子どもやカロラインの妹たちといった近縁の親族を世俗的で自由な教育を与えようと考えた。したがって、夫人は宗教批評家としての夫の活動を支持していたわけではない。しかし、夫人は夫ロバートや家族を献身的に支えたばかりか、ニュー・ラナーク工場で働く労働者への関心に心を砕いて素行不良な労働者を労わり、品行を改善できるように助けたのも夫人であった。また、工場視察に来た来訪者の接待役を務めて、饗応の場で行き届いた歓迎を行ったのも夫人の功であった。オウエンは工場経営から工場立法や宗教批判、協同組合運動などの社会運動へと活動を拡大させていくとロンドンに滞在することが増え、家を留守にすることが多くなった。当然、留守中に家の管理や子どもの教育を任されたのは夫人カロラインであった。その後、ロバートがヨーロッパに旅行中もニュー・ラナークに留まり、アメリカでニュー・ハーモニー建設に着手するも夫人は同行しなかった。夫人カロラインは夫の社会運動には距離を置いたが、子どもの必要を最優先に考えて家族を守ろうとしたのである。それ故、宗教上の立場の相違を除けば、この上もない良妻賢母と評価されている。カロラインは1830年に娘アンを失って喪失感を抱えながら、夫が帰国してまもなくの1831年に世を去った[130]。

オウエンの人生に残された偉業は、彼とニュー・ハーモニーに移住した四人の息子ロバート・デイル、ウィリアム、デーヴィット・デイル、リチャード・デイルと娘のジェーンに受け継がれた。

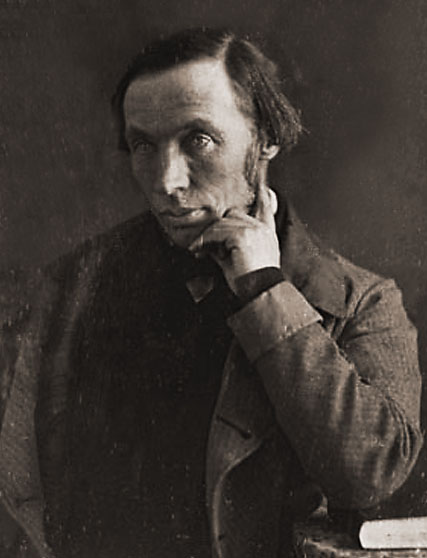
ロバート・デイル・オウエン(1801–1877)。

- ロバート・デイル・オウエン（英語版）(1801–1877)。1825年、父とともにアメリカへと渡ったロバート・デイルは、ニューヨークに上陸後、すぐさまアメリカ市民権を申請した。父を支えてニューハーモニー・コミュニティを運営し、1820年代後半に『ニューハーモニー新聞』の発行を助け、協同主義の有能な提唱者となった。また、1826年以降はアメリカの自由思想家フランシス・ライト（英語版）とともに活動してナショーバーで黒人解放奴隷の定住化計画に協力した。ライトとニューヨークで週刊誌『自由探求者』を共同で編集、エイブラハム・リンカーンとも30年以上も交友し、婦人解放、奴隷解放、協同主義の宣伝に努めた。1832年にニューハーモニーに戻り、インディアナ州で政治家になる。1835年には民主党からインディアナ州議会代議院議員に選出され、1836–1839年にかけて、1851–1853年にかけて議員を務めた。1843-1847年にはインディアナ州からアメリカ合衆国下院議員に選出された。1844年にはオレゴン州境問題で境界案を提示したほか、1845年にはスミソニアン研究所の設置、1850年の州憲法改正に貢献した。1853年にはナポリ王国駐在代理公使、1855年にはイタリア大使、1858年に帰国した後は再び奴隷解放問題に向けて活動した。1861-1865年の南北戦争の末期に国防省に設置された自由民対策庁長官に就任、北軍作戦地域の自由民や難民の救済と保護を担当した。戦後もワシントンD.C.に留まり、公民権法として知られるアメリカ合衆国憲法修正第14条の制定のために尽力した[131]。ロバート・デイルも父と同様に熱烈な心霊主義者であった。
- ウィリアム・オウエン (1802–1842)。1824年、父とともにアメリカに渡ったウィリアムは、ニュー・ハーモニー建設運動に当初から参加して終生に渡って共同体の実験に尽くした。父がアメリカを去った後も現地に留まり、1837年メアリと結ばれて弟たちと共に結婚式を挙げた。わずか一年で妻を失い、五年後には早すぎる死を遂げた。若くして亡くなったため伝えられている事績は乏しいが、演劇に関する関心が深く、1827年にニュー・ハーモニーに演劇組合を設立した。組合は百年ほど存続したといわれている。1838年には「演劇の船」をつくりミシシッピ川を下って各地の巡回公演を行った[132]。
- ジェーン・デイル・オウエン(1805–1861)。母と姉妹の死後、ジェーンは最後にニュー・ハーモニーに入った。1835年にバージニア州出身で村の売店を共同経営していたロバート・ヘンリー・フォーンテレロリーと結婚するが、1850年に商用で南部に出かけた夫を黄熱病で亡くした。その後は子供と甥や姪の教育に専念した。長女のコンスタンスは伯父のロバート・デイルのナポリ赴任に随行してヨーロッパに渡って教育を受け、帰国後はニュー・ハーモニーに定住して、1859年にアメリカ最初の婦人の文化サークル「ミネルバ協会」を設立した。協会の規約は伯父のロバート・デイルが書いた[132]。

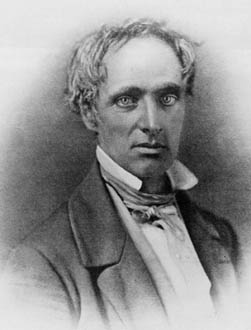
デイヴィッド・デイル・オウエン(1807–1860)。

- デイヴィッド・デイル・オウエン（英語版）(1807–1860)。1828年にアメリカに渡る以前は、画家を志してロンドンでベンジャミン・ウェストの弟子として修業していた。ニューハーモニー到着後は画才が無いと感じて画家を諦め、次いで医学に関心を持って1835年にオハイオ州のマイアミ大学医学部で学位を取得した。しかし、本格的な麻酔医療以前の時代にあって、外科医として開業して手術を施すには神経が細すぎると感じて開業医を辞めた。マクルールの地質コレクションに魅了されて地質学の研究に着手し、インディアナ州内での地質調査の実績が認められて1839年には連邦政府地質学者に任命された。ニュー・ハーモニーを本拠地として全米地質調査本部を設置、以後17年間、アメリカ北西部の地質調査の専念した。兄ロバート・デイルがスミソニアン研究所設立の構想を担当することに及んで、ワシントンD.C.で施設設計図の作成を手掛けた。1856年、デイヴィッド・デイルは研究所が完成すると地質調査本部を首都に移設した。その後、ケンタッキー、アーカンソー、インディアナ州の地質学者を歴任した後引退し、1860年にニューハーモニーで没した。玄孫にあたるケネス・デイル・オウエンもニュー・ハーモニーで暮らし地質学者となっている。1853年、デイヴィッド・デイルは医学から地学に至るまで科学的才能に長けており、義父のジョゼフ・ニーフが亡くなった後、ニーフの遺言でナポレオンのイタリア戦役 (1796-1797年)中に戦場で狙撃された時に頭部に残った弾頭を探してほしいと依頼され、遺体を解剖して顎の骨に残された弾頭を発見し取り除いている[133]。

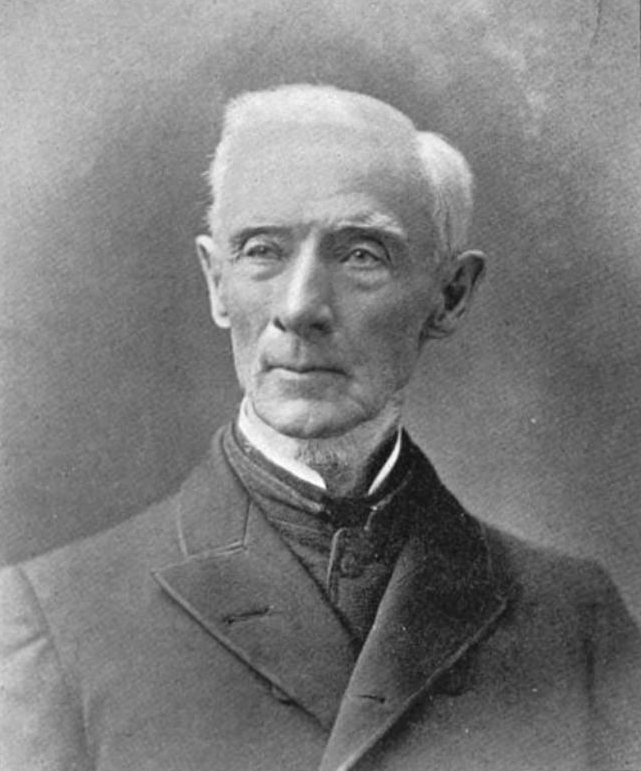
リチャード・デイル・オウエン(1810–1890)。

- リチャード・デイル・オウエン（英語版）(1810–1890)。彼は1827年にニューハーモニーに到着した際には弱冠18歳であった。しかし、現地に到着後まもなく化学者であった夫サミュエル・チェイスを亡くし、美術と音楽の教師をしていた美貌の未亡人バティと結婚した。しかし、間もなく精神病で新妻を失い、9年後にはニーフのもう1人の娘アンと再婚した。ニューハーモニーでは児童教育に従事していたが、兄デイヴィッド・デイルの影響で地質学への関心を深めて調査を手伝っていた。近隣のケンタッキー州の陸軍学校で自然科学を教え、テネシー州ナッシュビルで学校経営に取り組んだ。しかし、兄が1860年に亡くなるとインディアナ州の地質学者の席を受け継いで地質研究に携わった。一方、リチャード・デイルは米墨戦争では第16連隊の大尉として従軍し、南北戦争では州都インディアナポリスの南軍捕虜収容所の所長を務めた。従軍中はユリシーズ・グラント将軍とともにビックスバークで南軍に捕まるが、在任中は捕虜を厚遇したため、リチャード・デイルは博愛主義者として知られており、すぐさま釈放されている。戦後は南軍の元捕虜が募金活動で集めた資金で胸像を制作して州都に建立されている。退役後はインディアナ大学の自然科学の教授を務めたほか、パデュー大学の初代学長に選出されて大学の基礎固めに貢献したが、学長としての俸給は一切受け取らなかった。1874年には学長職を退き、インディアナ大学の教授としてニュー・ハーモニーで地質学の研究に没頭した。教授職を退いた後は村の子供にフランス語やダンスを教えながら余生を過ごした。余生は健康管理に注意を傾けたが、飲み薬と誤って防腐剤を飲み81歳で亡くなった[134]。

## 影響と評価
エンゲルスらから、サン＝シモン、フーリエなどと共に空想的社会主義者と評されつつも、挙げた実績に関しては高い評価を受けた。日本国内に、ロバート・オウエン協会がある。

## 著書
- 英語: A New View of Society: Or, Essays on the Formation of Human Character, and the Application of the Principle to Practice (London, 1813). Retitled, （英語: A New View of Society: Or, Essays on the Formation of Human Character Preparatory to the Development of a Plan for Gradually Ameliorating the Condition of Mankind, for second edition, 1816.
- 英語: Observations on the Effect of the Manufacturing System. (London, 1815).0000000000000
- 英語: Report to the Committee of the Association for the Relief of the Manufacturing and Labouring Poor (1817).[135]
- 英語: Two Memorials Behalf of the Working Classes (London: Longman, Hurst, Rees, Orme, and Brown, 181[136]
- 英語: An Address to the Master Manufacturers of Great Britain: On the Present Existing Evils in the Manufacturing System (Bolton, 1819)
- 英語: Report to the County of Lanark of a Plan for relieving Public Distress (Glasgow: Glasgow University Press, 1821)
- 英語: An Explanation of the Cause of Distress which pervades the civilised parts of the world (London and Paris, 1823)
- 英語: The Social System in 英語: The New-Harmony Gazette, Vol.2, (1826-1827)
- 英語: Region, property, MARRIAGE in 英語: The New Moral World, Vol.5, (1839)
- 英語: An Address to All Classes in the State (London, 1832)
- 英語: The Revolution in the Mind and Practice of the Human Race (London, 1849)

主な著書
- 『オウエン自叙伝』（五島茂訳、岩波書店、岩波文庫、1961年、ISBN 4003410823）
- 『新社会観』（楊井克巳訳、岩波書店、岩波文庫、1954年、全国書誌番号:54003027）